# Arques (Pas-de-Calais)
Pour les articles homonymes, voir Arques.
Arques est une commune française située dans le département du Pas-de-Calais en région Hauts-de-France. Ses habitants sont appelés les Arquois. La commune est membre de la communauté d'agglomération du Pays de Saint-Omer.
La commune d'Arques (nom porté depuis 1793), traversée par l'Aa canalisé, est située dans le nord-est du département du Pas-de-Calais, limitrophe du département du Nord et de la commune de Saint-Omer. C’est une commune de type einture urbaine, appartenant à l’unité urbaine de Saint-Omer, avec une population de 9 526 habitants au dernier recensement de 2022.
Le territoire communal, situé dans le parc naturel régional des Caps et Marais d'Opale, est riche de sept espaces protégés et gérés, de quatre ZNIEFF et d'un site Natura 2000.
La commune est connue pour sa verrerie-cristallerie qui est le premier producteur mondial de verrerie de table.
Sur le territoire communal se trouve l'ascenseur à bateaux des Fontinettes qui fait l’objet d’une inscription au titre des monuments historiques.
À la suite de la Première Guerre mondiale, la commune est décorée de la croix de guerre 1914-1918.

## Géographie

### Localisation
La commune d'Arques, limitrophe de Saint-Omer, est située à la frontière entre les départements du Pas-de-Calais et du Nord, au centre d'un triangle Lille - Dunkerque - Boulogne-sur-Mer. Elle fait partie du parc naturel régional des Caps et Marais d'Opale.
Le territoire de la commune est limitrophe de ceux de six communes, dont une, Renescure, dans le département du Nord.
Les communes limitrophes sont Clairmarais, Longuenesse, Saint-Omer, Renescure, Blendecques et Campagne-lès-Wardrecques.

### Géologie et relief
La superficie de la commune est de 22,41 km2 ; son altitude varie de 2  à   62 mètres.
La commune se situant à la jonction de l'Artois et de la Flandre. Une partie de son habitat se retrouve sur les hauteurs (Haut-Arques) à environ 25 mètres d'altitude. On retrouve ensuite des quartiers plus bas, à peine au-dessus du niveau de la mer (Malhove, Zone Industrielle du Marais) qui se rapprochent des marais de la commune voisine de Saint-Omer. Les points les plus hauts sont dans la forêt de Rihoult - Clairmarais, au nord-est de l'étang d'Harchelles à 59 et 54 mètres, ainsi qu'à l'extrême sud de la commune à 62 mètres près du Bois de Longatte (hors commune).
En limite de l'Artois, le territoire est situé sur un socle calcaire formé par d'anciennes mers. Il est recouvert d'argiles à la fin du Crétacé et au Tertiaire, lors du soulèvement de l'Artois. Ces argiles ont permis la fabrication de la brique et de la tuile. Les couches supérieures sont des couches de limons des plateaux et des alluvions dans les vallées, liées à l'évolution des cours d'eau.
La vallée de l'Aa est une vallée à terrasses, qui se sont formées par le processus continu de creusement par le fleuve. Sous les couches de dépôts récentes, on trouve les ballastières d'Arques. Le cailloutis de la plaine d'Arques a révélé la présence d'ossements de mammouths de type sibérien dans la région, témoins d'une ère glaciaire au Quaternaire. Les ossements auraient été charriés dans une anse par le fleuve. Le mammouth de l'Aa a été découvert à cet endroit en 1908.
Au nord-est de Saint-Omer, du côté de la forêt et de Clairmarais, un rempli tourbeux est détecté. Des îles flottantes ont dû exister sur le marais autrefois.

### Hydrographie
Le territoire de la commune est situé dans le bassin Artois-Picardie.

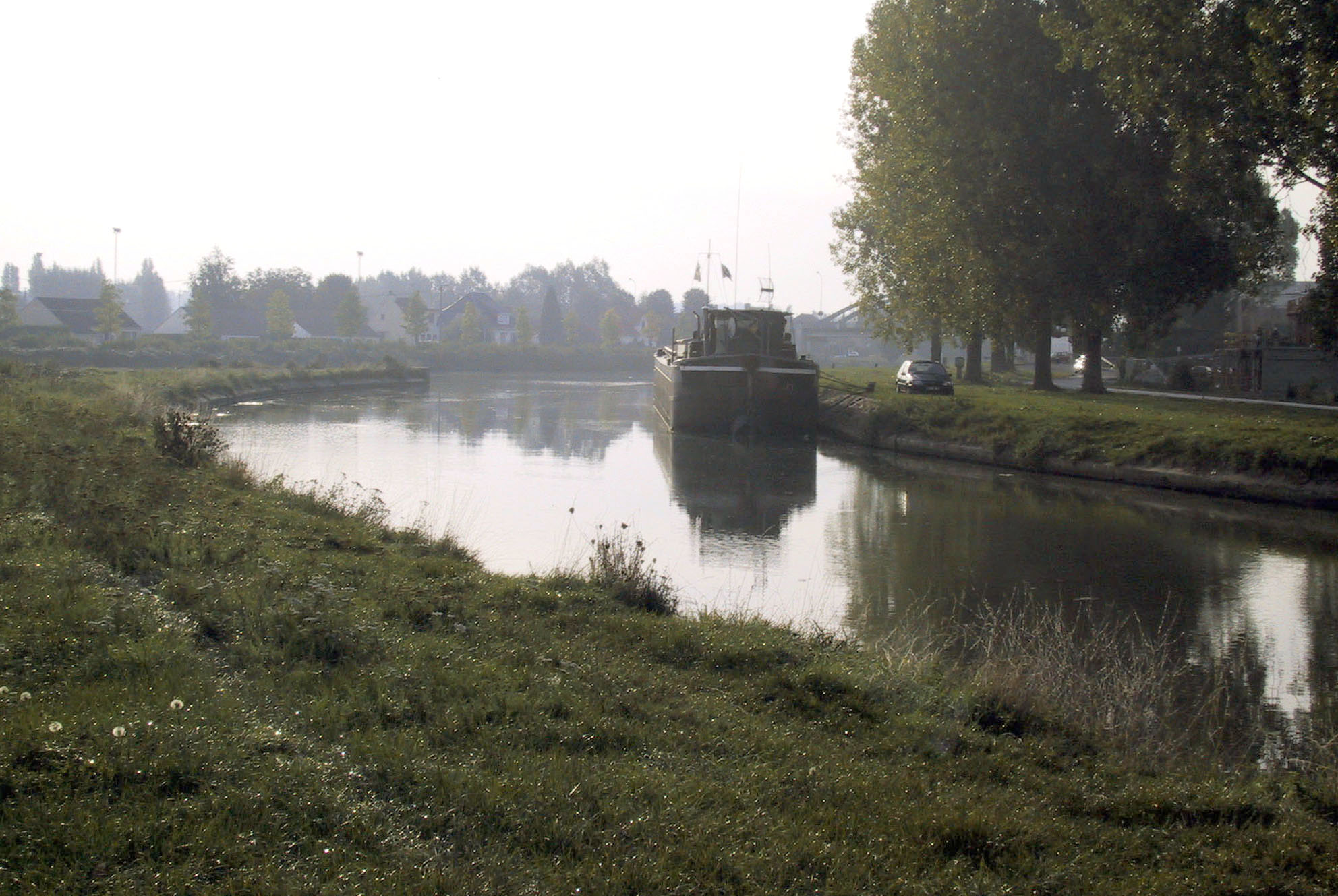
Canal de Neufossé et péniche, juillet 2006.

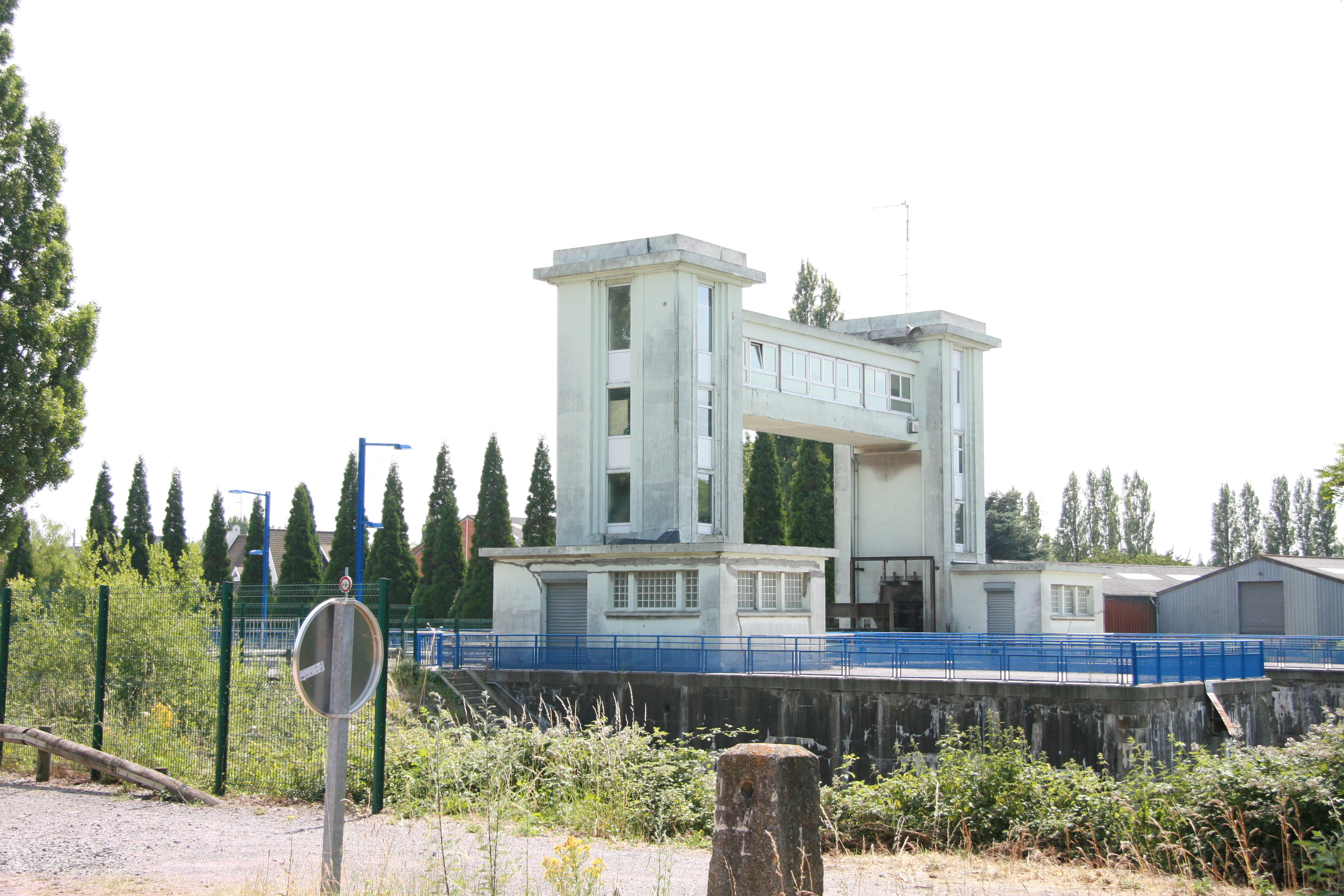
L'écluse des fontinettes.

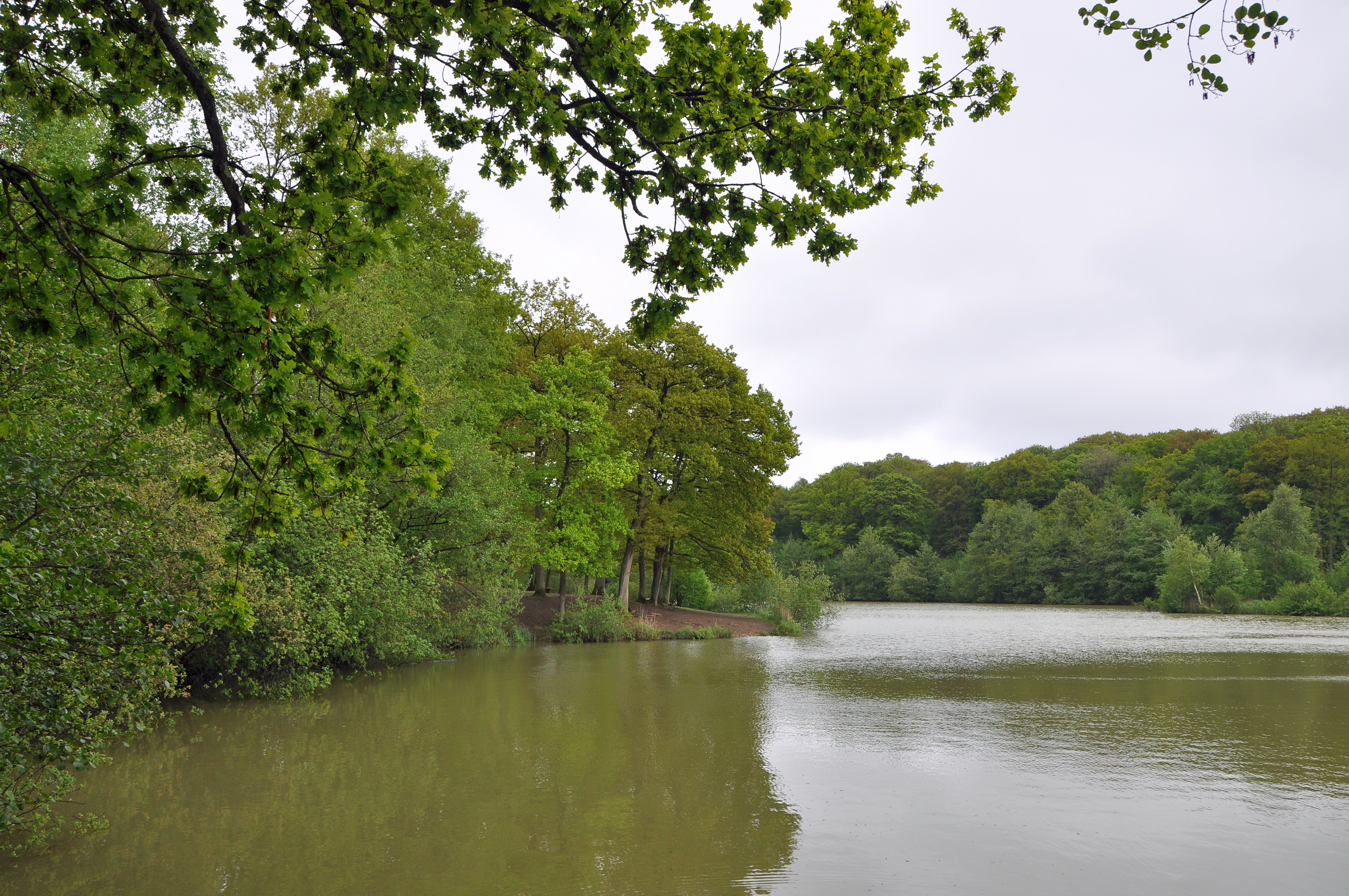
L'étang d'Harchelles.

L'eau est très présente sur le territoire d'Arques. Le marais audomarois s'étend au nord - ouest de la commune, au-delà du territoire. Le schéma d'aménagement et de gestion des eaux de l'Audomarois (SAGE) s'applique.
Le territoire est traversé du sud au nord par le fleuve côtier de l'Aa canalisée et la rivière Aa, ainsi que par le canal de Neufossé,,. Celui-ci assure la liaison entre l'Aa et la rivière de la Lys ; il est équipé de deux écluses, celle des Flandres au nord et celle des Fontinettes au sud.
De nombreux cours d'eau drainent lle territoire communal : 
- l'Aa, d'une longueur de 4,19 km[7] ;
- le vieux fossé, cours d'eau naturel de 3,51 km, qui prend sa source dans la commune et se jette dans le watergang liene au niveau de la commune de Saint-Omer[8] ;
- le Fossé des Madeleines, d'une longueur de 2,91 km[9] ;
- le Saint-Roch, d'une longueur de 2,67 km[10] ;
- l'Amont de la Nouvelle Melde, d'une longueur de 2,49 km[11] ;
- le Campagne-lès-Wardrecques, d'une longueur de 1,67 km, qui prend sa source dans la commune de Campagne-lès-Wardrecques et termine sa course au niveau de la commune[12] ;
- le watergang petite meldyck, d'une longueur de 1,49 km[13] ;
- le Ferme du Zuid Brouck, d'une longueur de 1,34 km[14] ;
- le watergang liene, d'une longueur de 0,87 km[15] ;
- le Bras de Décharge de l'Etang de Batavia, d'une longueur de 0,77 km[16] ;
- le Maison Forestière de la Grosse Borne, d'une longueur de O0,6 km[17] ;
- et six cours d'eau au toponyme hydrographique inconnu[18],[19],[20],[21],[22],[23].

La commune est parsemée d'étangs : Harchelles dans la forêt ; Beauséjour, Arc-en-ciel, Malhôve au nord, à proximité du port de plaisance et Batavia au sud, près de la rocade et de la cristallerie d'Arc.

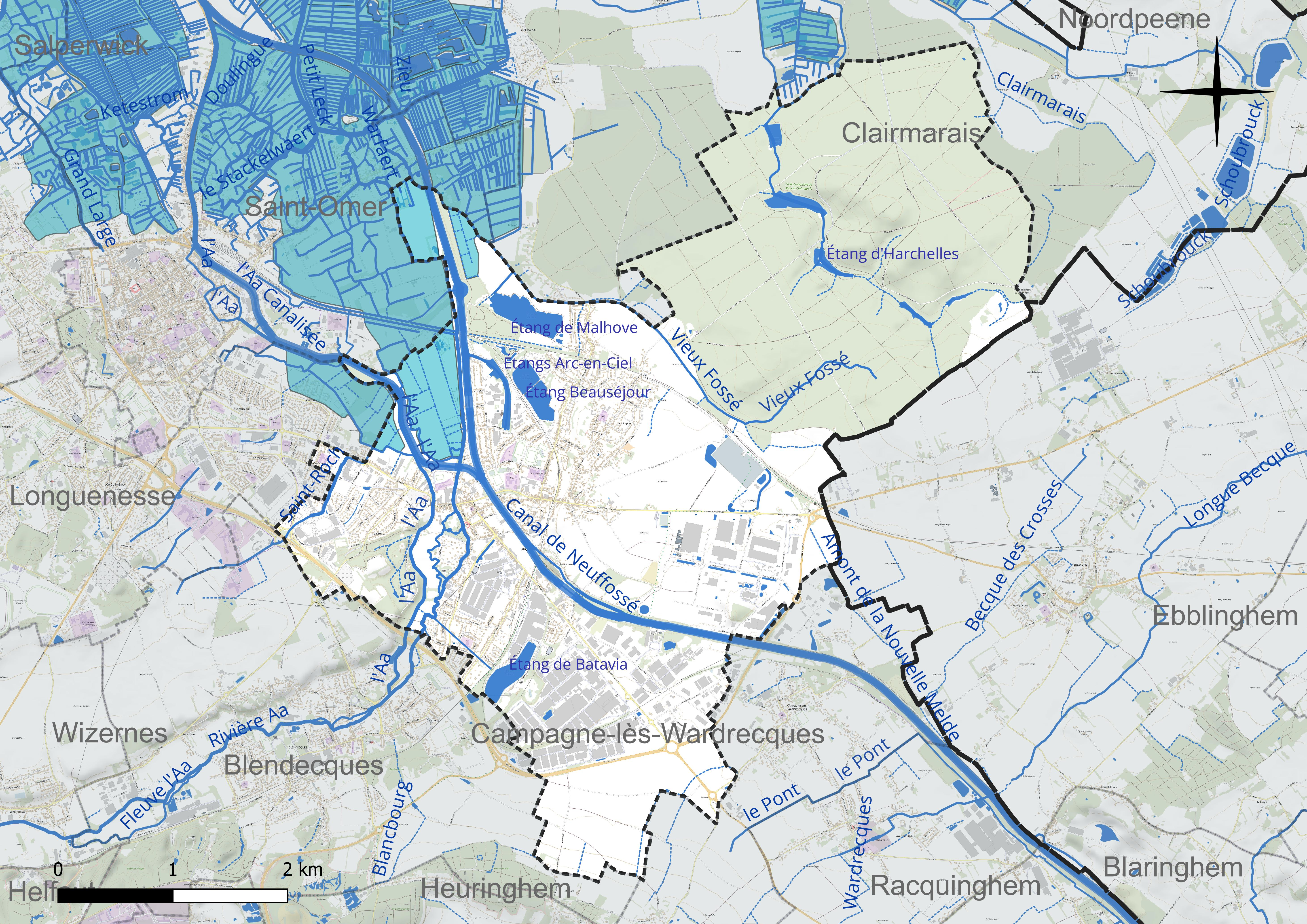
Réseau hydrographique d'Arques.

### Climat
Pour des articles plus généraux, voir Climat des Hauts-de-France et Climat du Pas-de-Calais.
En 2010, le climat de la commune est de type climat océanique altéré, selon une étude du CNRS s'appuyant sur une série de données couvrant la période 1971-2000. En 2020, Météo-France publie une typologie des climats de la France métropolitaine dans laquelle la commune est exposée à un climat océanique et est dans la région climatique Côtes de la Manche orientale, caractérisée par un faible ensoleillement (1 550 h/an) ; forte humidité de l’air (plus de 20 h/jour avec humidité relative > 80 % en hiver), vents forts fréquents.
Pour la période 1971-2000, la température annuelle moyenne est de 10,5 °C, avec une amplitude thermique annuelle de 13,5 °C. Le cumul annuel moyen de précipitations est de 807 mm, avec 12,8 jours de précipitations en janvier et 8,1 jours en juillet. Pour la période 1991-2020, la température moyenne annuelle observée sur la station météorologique la plus proche, située sur la commune de Watten à 13 km à vol d'oiseau, est de 11,3 °C et le cumul annuel moyen de précipitations est de 822,8 mm,. Pour l'avenir, les paramètres climatiques de la commune estimés pour 2050 selon différents scénarios d'émission de gaz à effet de serre sont consultables sur un site dédié publié par Météo-France en novembre 2022.

### Paysages
Pour un article plus général, voir Paysage en France.
Dans sa partie nord-est, le territoire est occupé par la forêt domaniale de Rihoult-Clairmarais (espace boisé de plus de 1 200 ha situé pour l'essentiel sur la commune). La partie sud-ouest est urbanisée par de l'habitat et des équipements en partie centrale, et par la zone industrielle de la cristallerie d'Arc vers le sud du territoire. La voie de chemin de fer sépare ces deux espaces.

### Milieux naturels et biodiversité
La commune, depuis l'an 2000, est le siège de la Ligue pour la protection des oiseaux du département du Pas-de-Calais (LPO62), situé square Marcel-Pagnol.

#### Espaces protégés et gérés
La protection réglementaire est le mode d’intervention le plus fort pour préserver des espaces naturels remarquables et leur biodiversité associée.
Dans ce cadre, la commune fait partie de sept espaces protégés : 
- le parc naturel régional des Caps et Marais d'Opale, d'une superficie de 132 499 hectares réparties sur 154 communes, géré par le syndicat mixte d'aménagement et de gestion du parc naturel régional des caps et marais d'Opale[32] ;
- le Long Chêne, d’une superficie de 9,16 hectares, réserve biologique dirigée et gérée par l'Office national des forêts (ONF)[33] ;
- le marais audomarois avec :
  - le marais audomarois, d'une superficie de 227,069 hectares, un terrain acquis et géré par le Conservatoire du littoral[34],
  - la réserve de biosphère, zone centrale, d'une superficie de 1 154 hectares, géré par le syndicat mixte du parc naturel régional des Caps et marais d'Opale et la communauté d'agglomération du Pays de Saint-Omer (CAPSO)[35],
  - la réserve de biosphère, zone tampon, d'une superficie de 3 082 hectares, géré par le syndicat mixte du parc naturel régional des Caps et marais d'Opale et la communauté d'agglomération du Pays de Saint-Omer[36],
  - la réserve de biosphère, zone de transition, d'une superficie de 18 303 hectares, géré par le syndicat mixte du parc naturel régional des Caps et marais d'Opale et la communauté d'agglomération du Pays de Saint-Omer[37],
  - la zone humide protégée par la convention de Ramsar, d'une superficie de 3 737 hectares[38].

#### Zones naturelles d'intérêt écologique, faunistique et floristique
La richesse environnementale de la commune est notamment liée à sa situation à cheval sur la forêt de Clairmarais (classée en ZNIEFF), à proximité du Plateau d'Helfaut, et en vallée de l'Aa. Celle-ci constitue un corridor biologique et de migration aviaire, élément important de la trame verte et bleue régionale qui doit être le cadre local de la déclinaison du SDAGE (trame bleue) et du corridor biologique d'importance paneuropéenne, à la suite du Grenelle de l'environnement. Le « marais d'Arques » a en grande partie été comblé avec des déchets, depuis le Moyen Âge, et depuis l'après guerre pour ce qui en restait. Deux grands étangs publics ont été aménagés dans la commune.
L’inventaire des zones naturelles d'intérêt écologique, faunistique et floristique (ZNIEFF) a pour objectif de réaliser une couverture des zones les plus intéressantes sur le plan écologique, essentiellement dans la perspective d’améliorer la connaissance du patrimoine naturel national et de fournir aux différents décideurs un outil d’aide à la prise en compte de l’environnement dans l’aménagement du territoire.
Le territoire communal comprend deux ZNIEFF de type 1 :
- le plateau siliceux d'Helfaut à Racquinghem. Cette ZNIEFF correspond à un vaste plateau détritique de moins d’un kilomètre de large et de près de 10 km de long qui surplombe de plus de 90 m la vallée de l’Aa dont les versants abrupts taillés dans la craie sont en partie occupés par les pelouses de Wizernes[39] ;
- la forêt domaniale de Clairmarais, d'une superficie de 1 704 ha. Cette ZNIEFF s’étend à l’est de Saint-Omer, appartient au vaste complexe écologique du marais Audomarois et de ses versants[40].

et deux ZNIEFF de type 2 :
- la moyenne vallée de l’Aa et ses versants entre Remilly-Wirquin et Wizernes. La moyenne vallée de l’Aa et ses versants représentent un remarquable ensemble écologique associant des habitats très différents constituant des complexes de végétations souvent complémentaires[41] ;
- le complexe écologique du marais Audomarois et de ses versants. Cette ZNIEFF est un élément de la dépression préartésienne, drainé par l’Aa, le marais Audomarois est un golfe de basses terres bordé à l’Ouest par la retombée crayeuse de l’Artois et à l’Est par les collines argileuses de la Flandre intérieure[42].

Carte des ZNIEFF de type 1 et 2 sur la commune
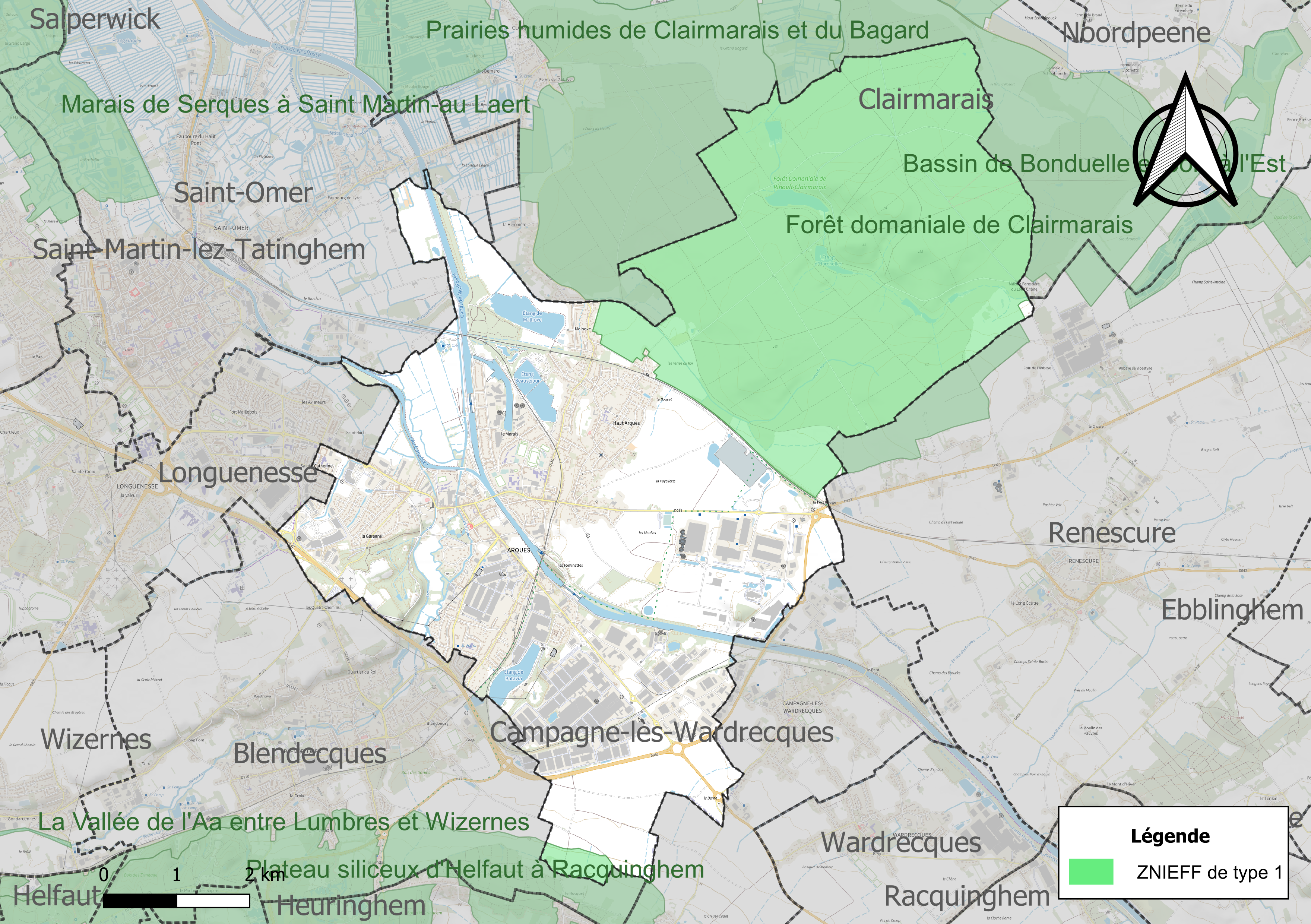
Carte des ZNIEFF de type 1 sur la commune.
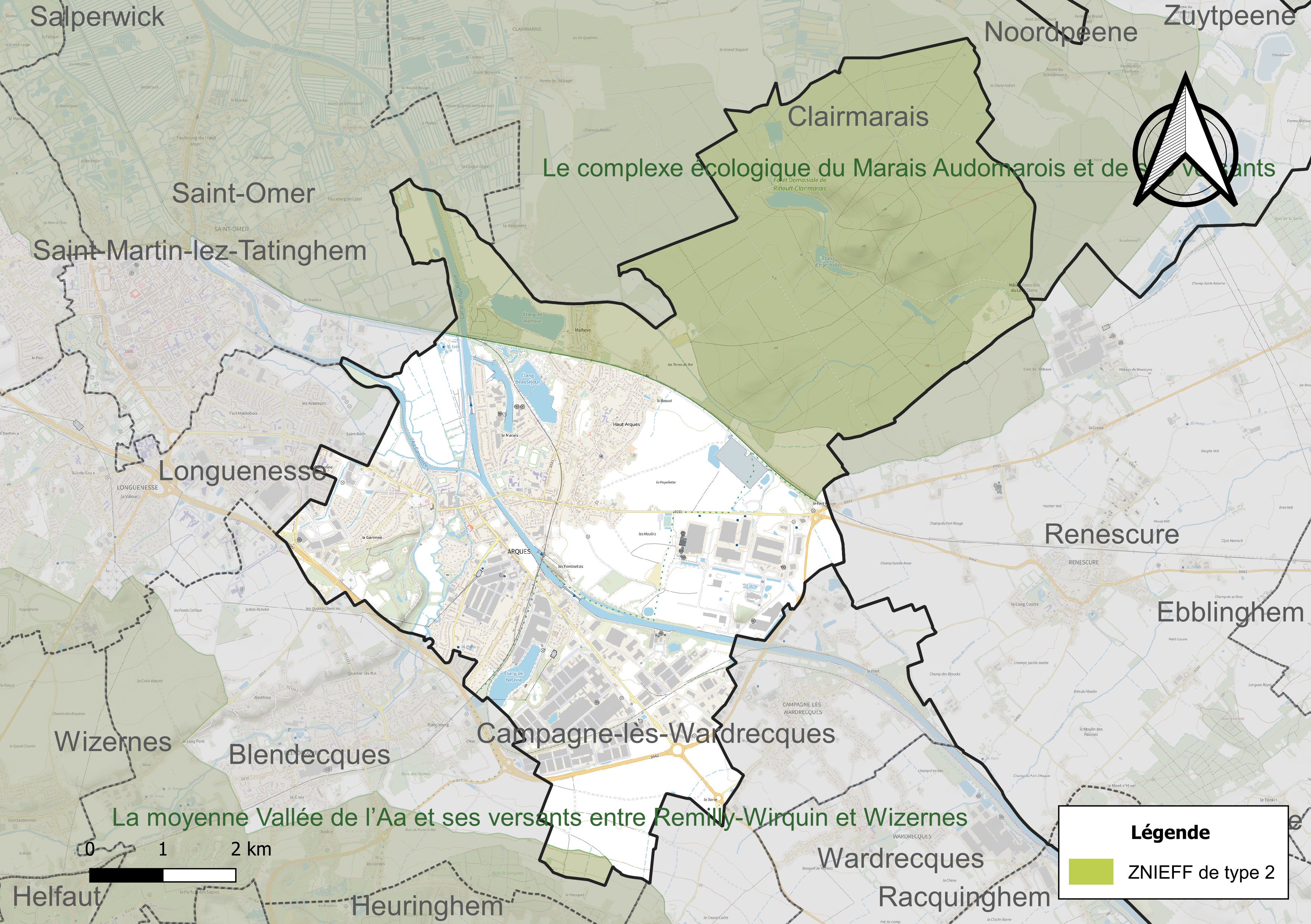
Carte des ZNIEFF de type 2 sur la commune.

#### Site Natura 2000
Le réseau Natura 2000 est un réseau écologique européen de sites naturels d’intérêt écologique élaboré à partir des directives « habitats » et « oiseaux ». Ce réseau est constitué de zones spéciales de conservation (ZSC) et de zones de protection spéciale (ZPS). Dans les zones de ce réseau, les États Membres s'engagent à maintenir dans un état de conservation favorable les types d'habitats et d'espèces concernés, par le biais de mesures réglementaires, administratives ou contractuelles.
Sur la commune, un site Natura 2000 de type B est défini en site d'importance communautaire (SIC) : les prairies, marais tourbeux, forêts et bois de la cuvette audomaroise et de ses versants, d'une superficie de 563 ha.

## Urbanisme

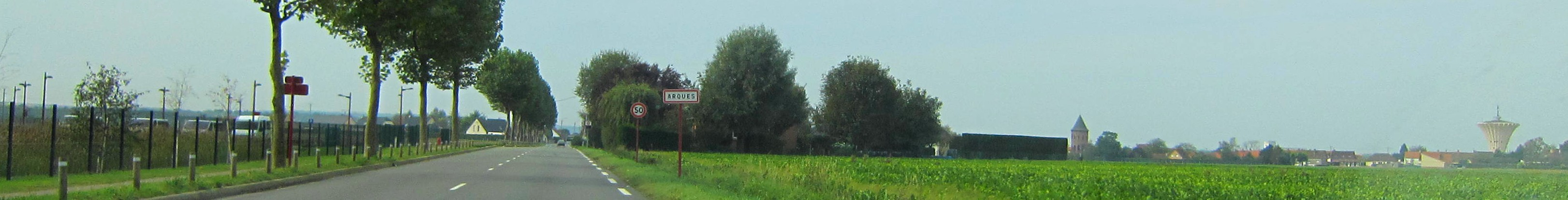
Vue panoramique d'Arques.

### Typologie
Au 1er janvier 2024, Arques est catégorisée ceinture urbaine, selon la nouvelle grille communale de densité à sept niveaux définie par l'Insee en 2022.
Elle appartient à l'unité urbaine de Saint-Omer, une agglomération inter-départementale regroupant 23  communes, dont elle est ville-centre,,. Par ailleurs la commune fait partie de l'aire d'attraction de Saint-Omer, dont elle est une commune du pôle principal,. Cette aire, qui regroupe 79 communes, est catégorisée dans les aires de 50 000 à moins de 200 000 habitants,.

### Occupation des sols
L'occupation des sols de la commune, telle qu'elle ressort de la base de données européenne d’occupation biophysique des sols Corine Land Cover (CLC), est marquée par l'importance des forêts et milieux semi-naturels (36,2 % en 2018), une proportion identique à celle de 1990 (36,2 %). La répartition détaillée en 2018 est la suivante : 
forêts (34,8 %), terres arables (25,3 %), zones industrielles ou commerciales et réseaux de communication (18,9 %), zones urbanisées (14,3 %), prairies (2,9 %), zones agricoles hétérogènes (2,4 %), milieux à végétation arbustive et/ou herbacée (1,3 %). L'évolution de l’occupation des sols de la commune et de ses infrastructures peut être observée sur les différentes représentations cartographiques du territoire : la carte de Cassini (XVIIIe siècle), la carte d'état-major (1820-1866) et les cartes ou photos aériennes de l'IGN pour la période actuelle (1950 à aujourd'hui).

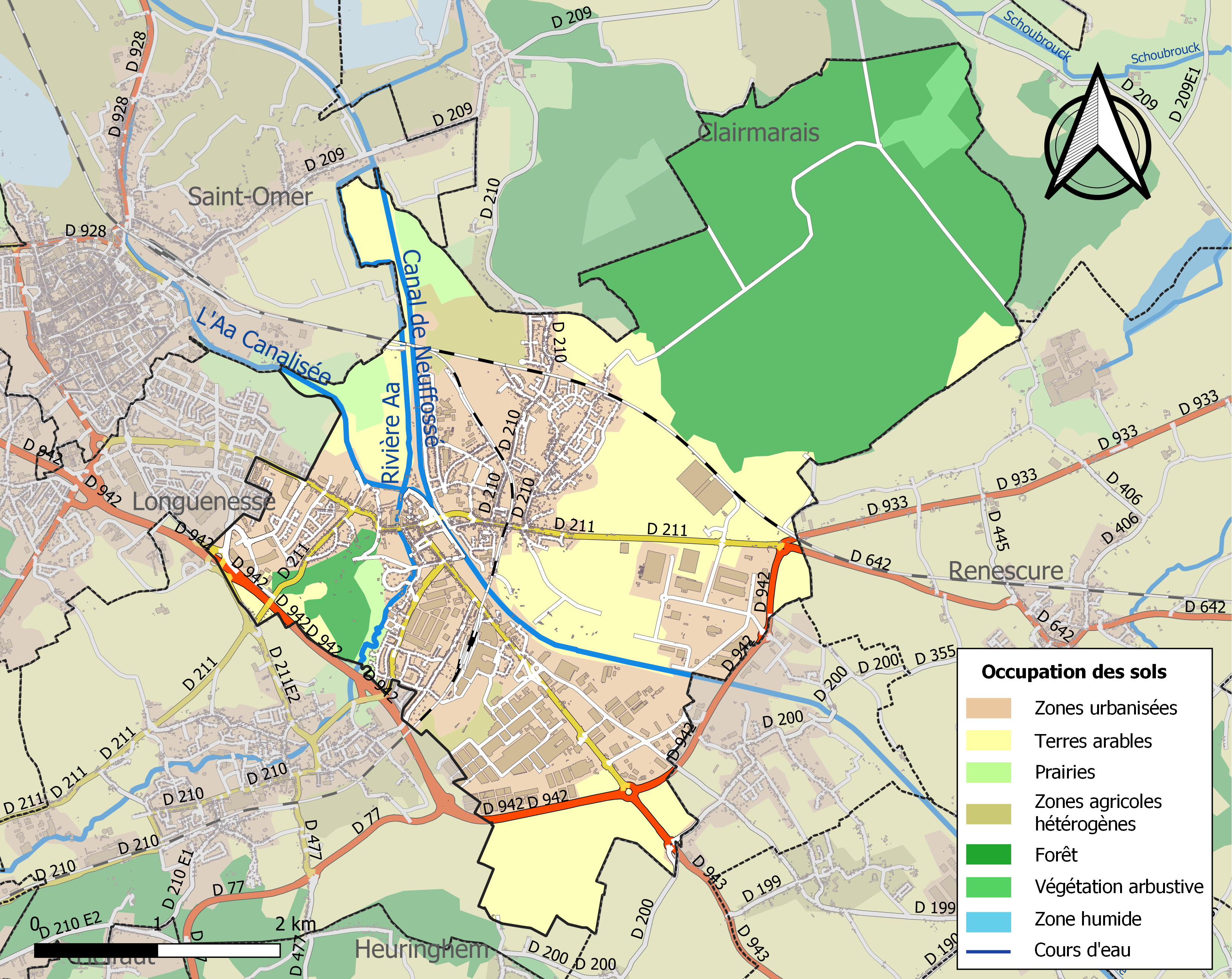
Carte des infrastructures et de l'occupation des sols de la commune en 2018 (CLC).

### Logement
En 2021, le nombre total de logements dans la commune était de 4 511, alors qu'il était de 4 408 en 2015 et de 4 349 en 2010
, soit une progression du nombre total de logements de 3,7 % depuis 2010.
Parmi ces 4 511 logements, 93,3 % étaient des résidences principales, (soit 4 209 logements), 0,7 % des résidences secondaires et 6,0 % des logements vacants. Ces logements étaient pour 75,9 % d'entre eux des maisons individuelles et pour 24,0 % des appartements.
Sur les 4 209 résidences principales, 56,7 % sont occupées par des propriétaires,  42,2 % par des locataires et 1,1 % par des personnes logées gratuitement.
Le tableau ci-dessous présente la typologie des logements à Arques en 2021 en comparaison avec celle du Pas-de-Calais et de la France entière. Une caractéristique marquante du parc de logements est ainsi la faible proportion des résidences secondaires et logements occasionnels (0,7 %) par rapport au département (6,5 %) et à la France entière (9,7 %) ainsi que d'une proportion de logements vacants (6,0 %) inférieure à celle du département (7,3 %) et de la France entière (8,1 %).
| Typologie                                               | Arques | Pas-de-Calais | France entière |
| ------------------------------------------------------- | ------ | ------------- | -------------- |
| Résidences principales (en %)                           | 93,3   | 86,1          | 82,2           |
| Résidences secondaires et logements occasionnels (en %) | 0,7    | 6,5           | 9,7            |
| Logements vacants (en %)                                | 6,0    | 7,3           | 8,1            |

Des logements sociaux HQE (Haute qualité environnementale) en bois ont également été construits le long du canal, face à la maison du Parc,,.

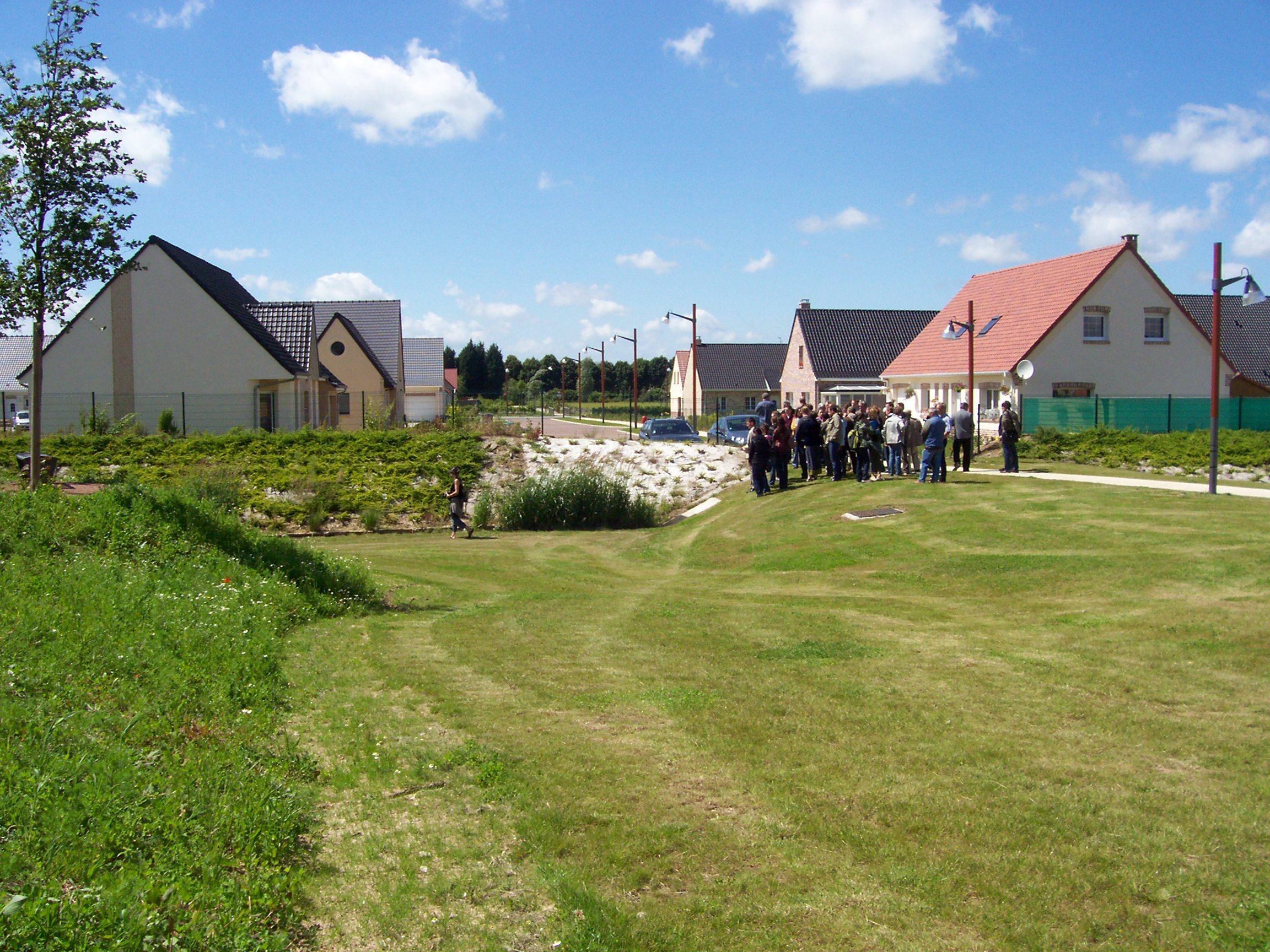
Bassin de rétention, ZAC de la Garenne, 2008.
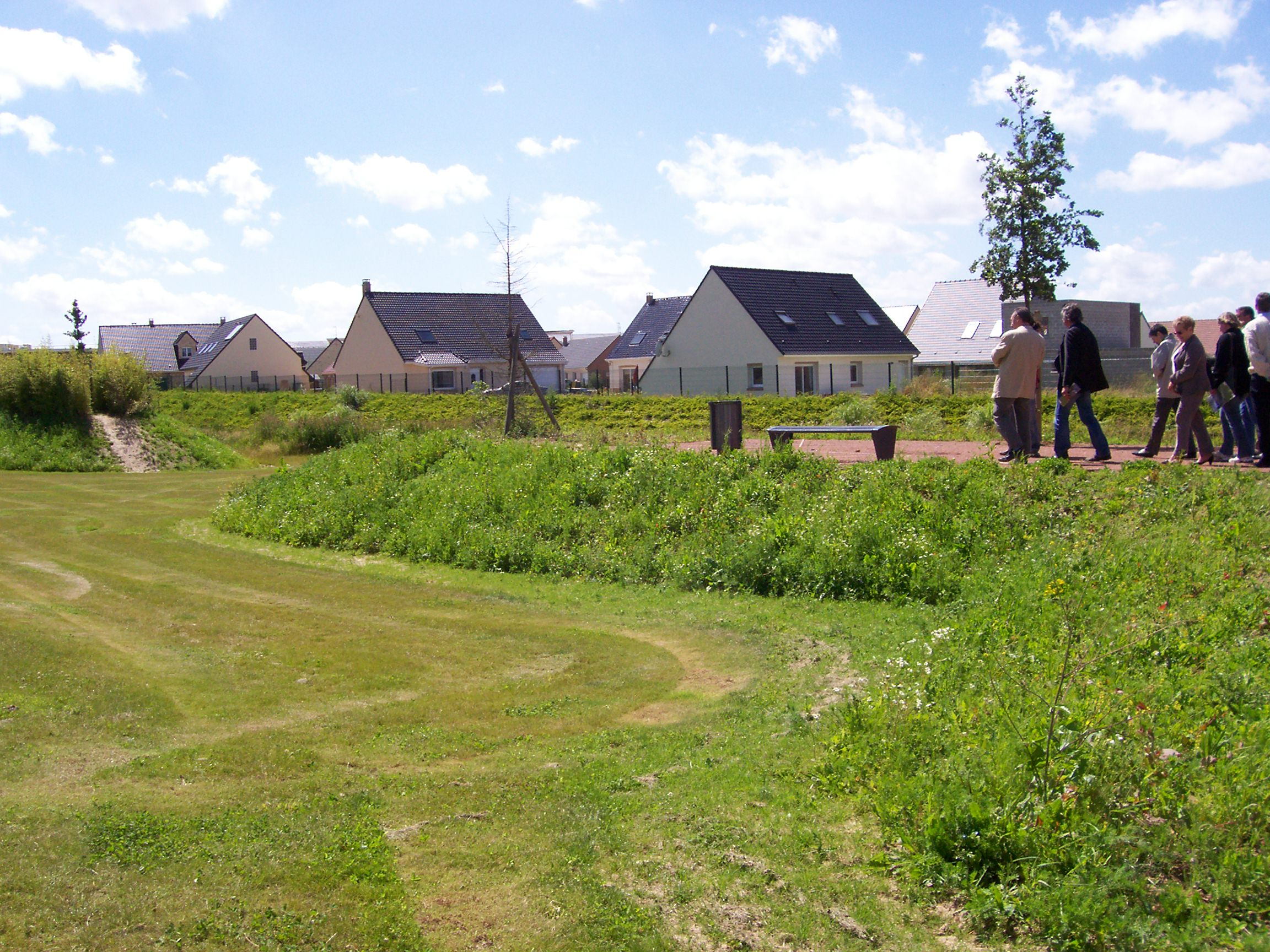
Parc paysager, ZAC de la Garenne, 2008.
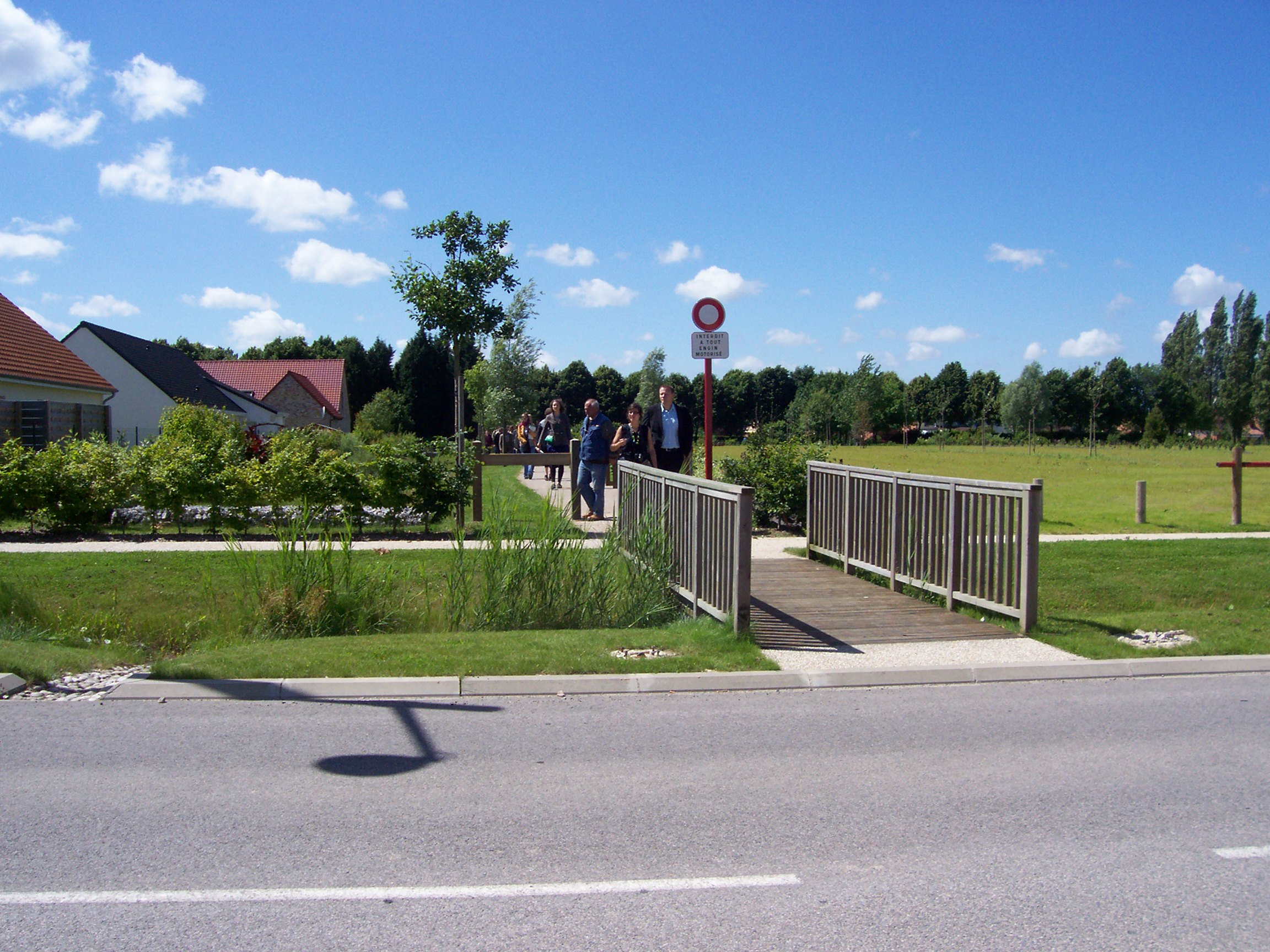
Noue et cheminement piéton, ZAC de la Garenne, 2008.
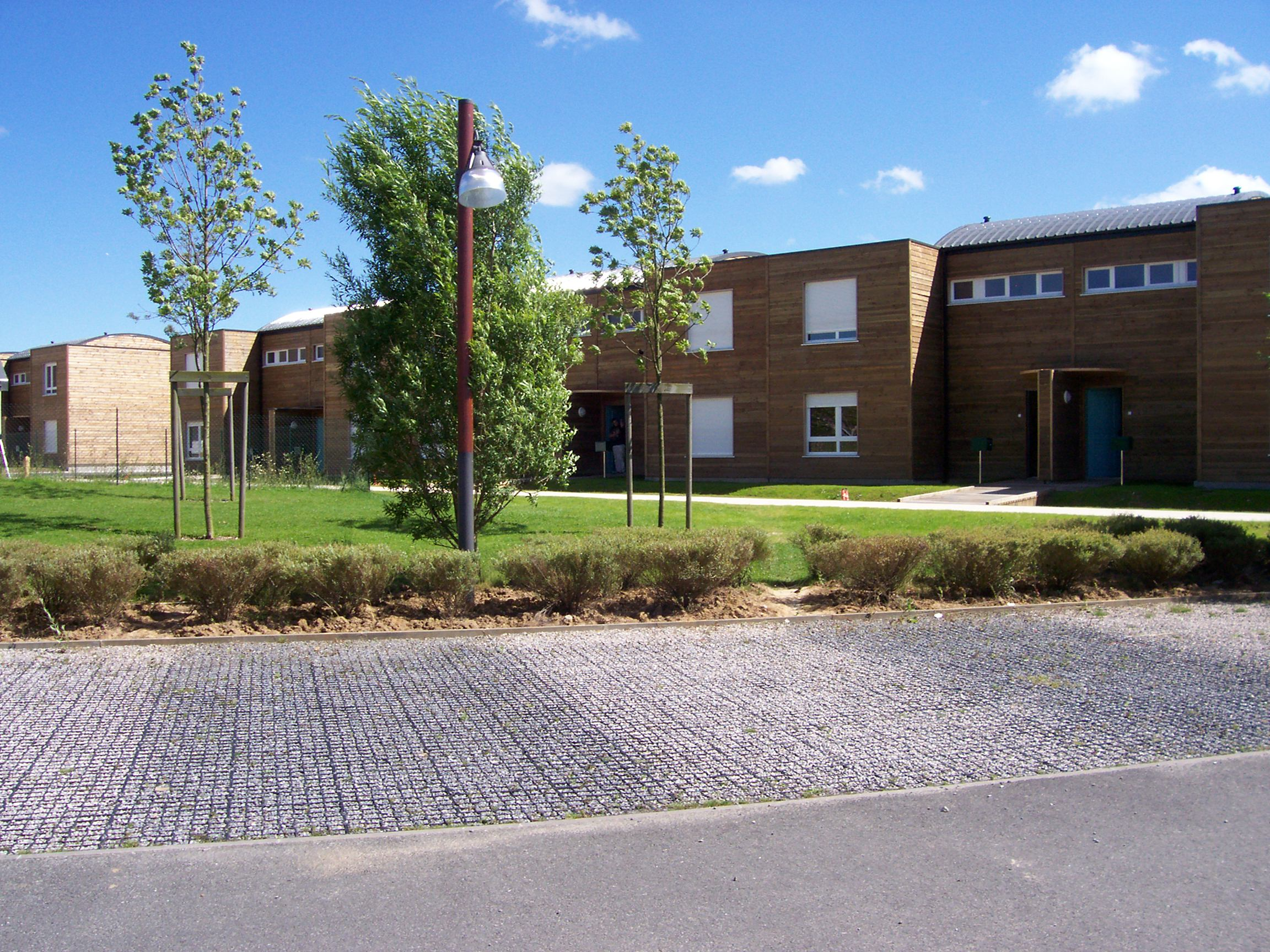
Stationnements perméables et logements en bois, ZAC de la Garenne, 2008.

### Voies de communication et transports

#### Voies de communication
La commune est à environ 40 km de Calais et de Dunkerque (47 km de Calais via la D 943 et l'A26 et 50 km de Dunkerque via la D 300 et l'A16), 45 km de Boulogne-sur-Mer (56 km par voie routière, via la N 42), ou encore 60 km de Lille et 70 de Lens et Arras via l'A26. Elle dispose de plusieurs modes de transports, et développe la multimodalité.
La rocade de l'agglomération de Saint-Omer traverse la commune au sud-est et au sud-ouest, ainsi que les départementales D 211, D 210, D 943.

#### Transports

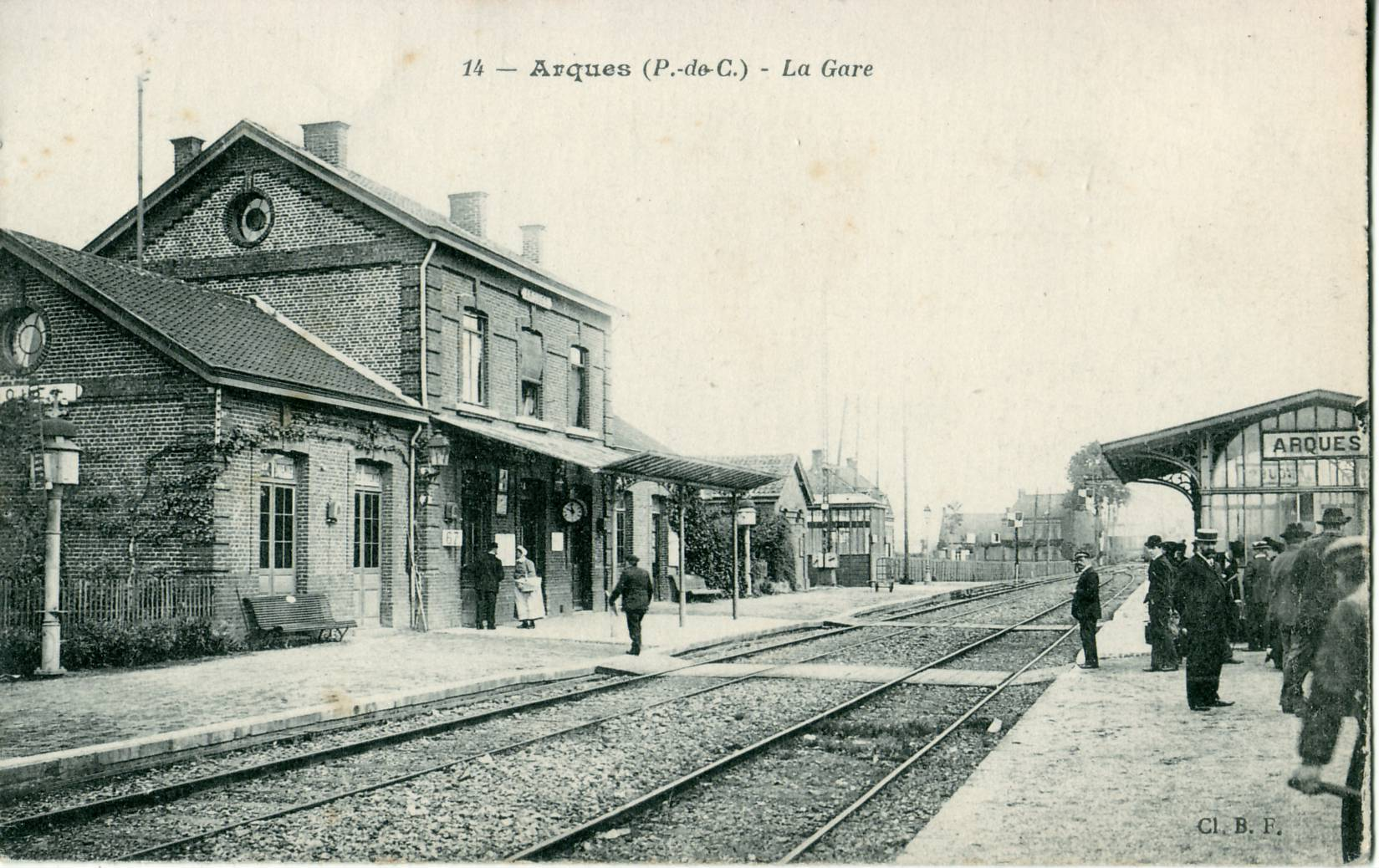
La gare au début du XXe siècle.

Une voie ferrée en direction de la gare de Saint-Omer passe sur le territoire. La création d'une gare à proximité du futur écoquartier de la ZAC (zone d'Aménagement Concerté) de la forêt est prévue dans le SCOT approuvé en avril 2009. La gare de la commune est fermée aux voyageurs mais ouverte au service Fret SNCF et est une gare du chemin de fer touristique de la vallée de l'Aa.
Les canaux offrent un accès fluvial. De nombreuses péniches utilisent ces voies d'accès pour le tourisme et le transport de marchandises (cristallerie) jusqu'au port fluvial.
Arques est desservie par les lignes 3, 6 et 511 du réseau Mouvéo. Les liaisons douces, dont certaines sont très anciennes, se développent. Il s'agit de cheminements séparés de la circulation des véhicules motorisés, favorisant l'écomobilité : chemins piétons, chemin de halage le long du canal, pistes cyclables. Des stationnements pour les vélos sont également mis en place.

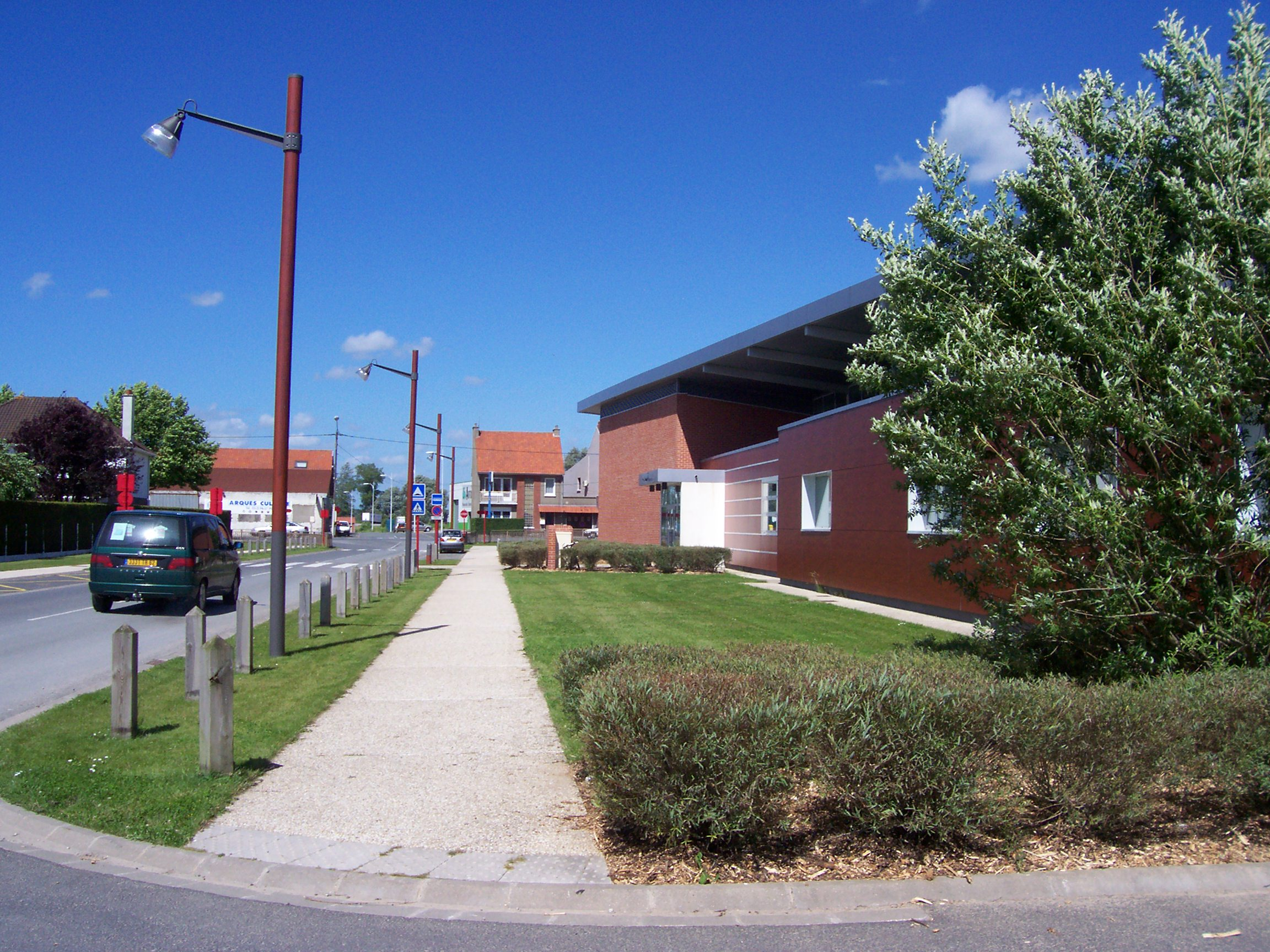
Chemin piéton sur le côté de la médiathèque, juin 2008.
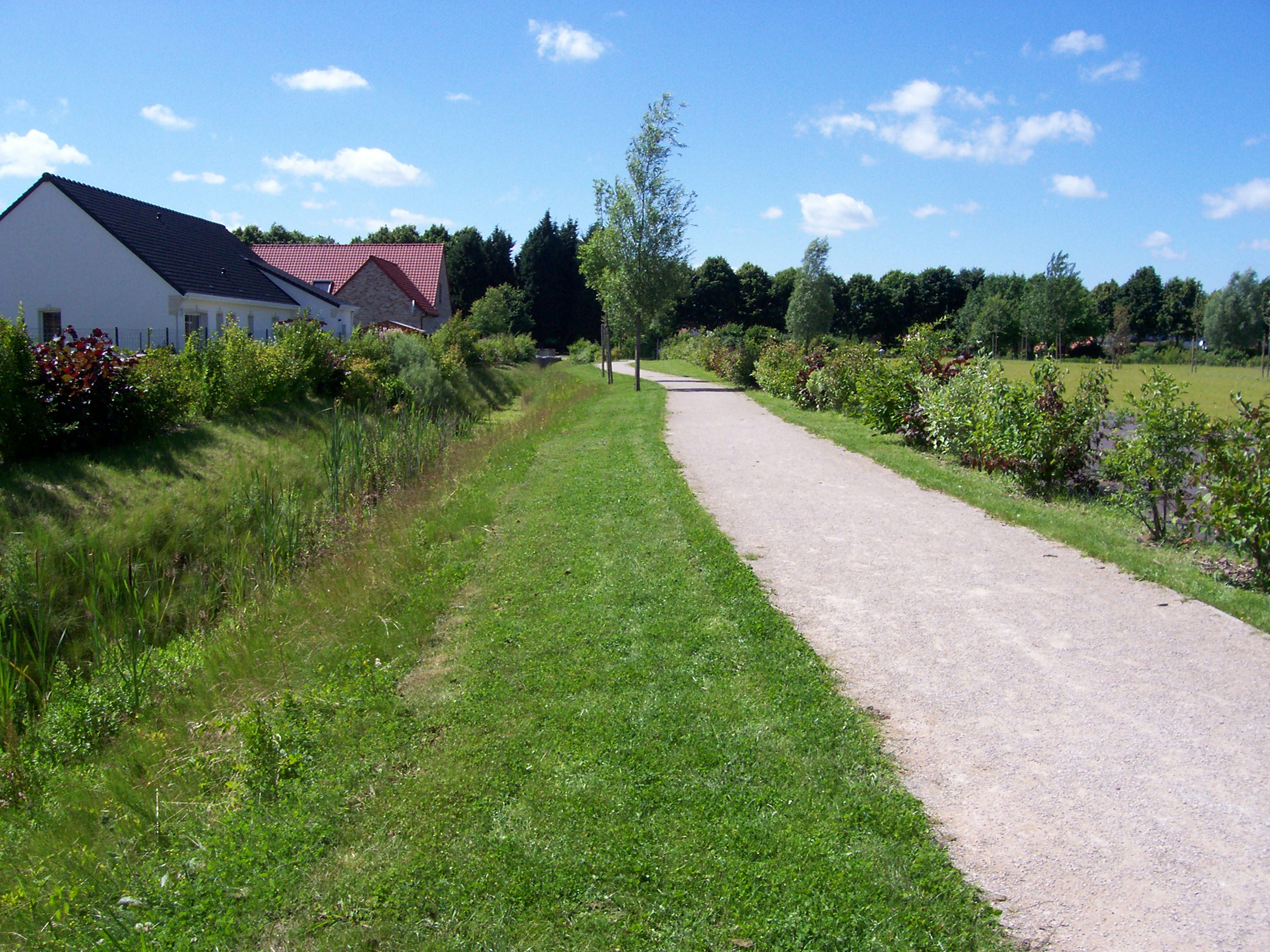
Liaison douce depuis la ZAC de la Garenne vers Longuenesse, juin 2008.
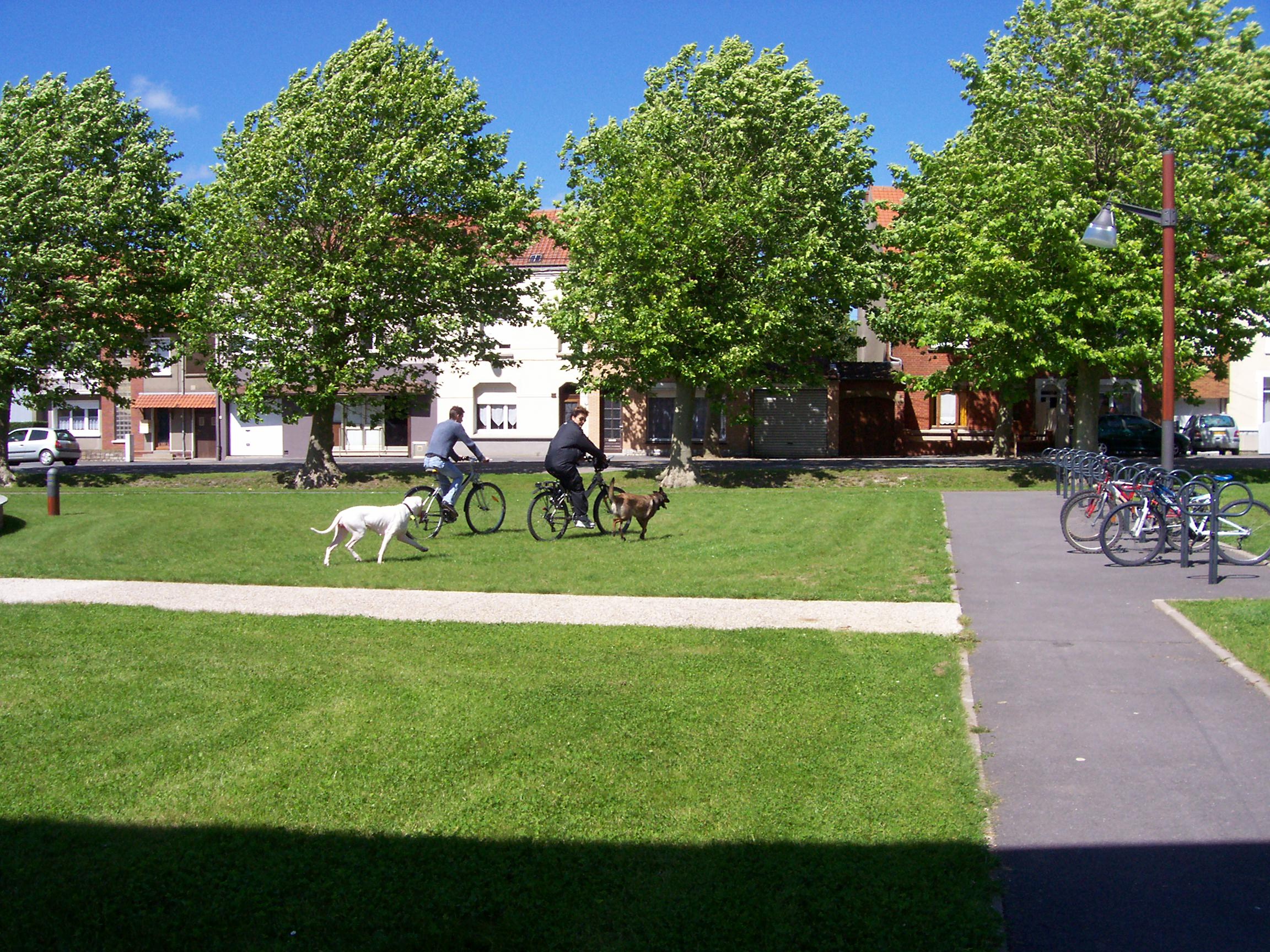
Espace public devant la médiathèque, avec stationnement pour les vélos, juin 2008.

### Risques naturels et technologiques

#### Risque inondation
À la suite du passage des tempêtes Ciarán, Domingos et Elisa et des inondations et coulées de boue qui se sont produites, la commune est reconnue, par arrêté du 14 novembre 2023, en état de catastrophe naturelle pour inondations et coulées de boue sur la période du 2 au 12 novembre 2023, comme 179 autres communes du département.

## Toponymie
Le nom de la localité est attesté sous les formes Arkæ vers 668 ; Araca en 828 ; Aracum en 867 ; Arecæ en 952 ; Arakæ en 962 ; Archæ en 1040 ; Arcæ en 1096 ; Arches en 1158 ; Arka en 1172 ; Arcars en 1173 ; Arc en 1216 ; Arckes en 1218 ; Arkes en 1227 ; Arqs en 1328 ; Arques en 1409 ; Arques-lez-Saint-Omer en 1431 ; Arcques en 1553 ; Arques en 1793 et Arques depuis 1801.
Le lieu est attesté dès le VIIe siècle sous la forme Arkae. Il s'agit vraisemblablement d'une formation toponymique médiévale. (Arken en flamand).
Variante normano-picarde de Arches, avec conservation de la prononciation du \k\ latin → voir Arques-la-Bataille.
Albert Dauzat et Charles Rostaing assimilent Arques aux autres noms de lieu en Arc, Arches, etc. Ils signifient « arche d'un pont », voire le pont lui-même.
La forme Arkae est semblable à certaines formes anciennes d'autres Arches / Arques. La désinence -ae représente une latinisation des formes en -as (cf. Arques, Seine-Maritime, Arcas en 750). Il s'agit d'un féminin pluriel issu du singulier gallo-roman ARCA, correspondant du latin arcus (terme masculin, d'où Arc, un arc). La lettre -k- est fréquemment utilisée pour noter le son [k] au lieu de la lettre -c- ou du groupe -qu- dans les textes rédigés en latin médiéval ou en ancien français. Arques est situé au nord de la ligne Joret, par conséquent le [k] se maintient, alors qu'au sud ARCAS serait devenu arches (cf. Arches (Vosges), de Archis en 1145).
Les autres Arques du sud de la France sont des francisations de l'occitan Arcas.

## Histoire

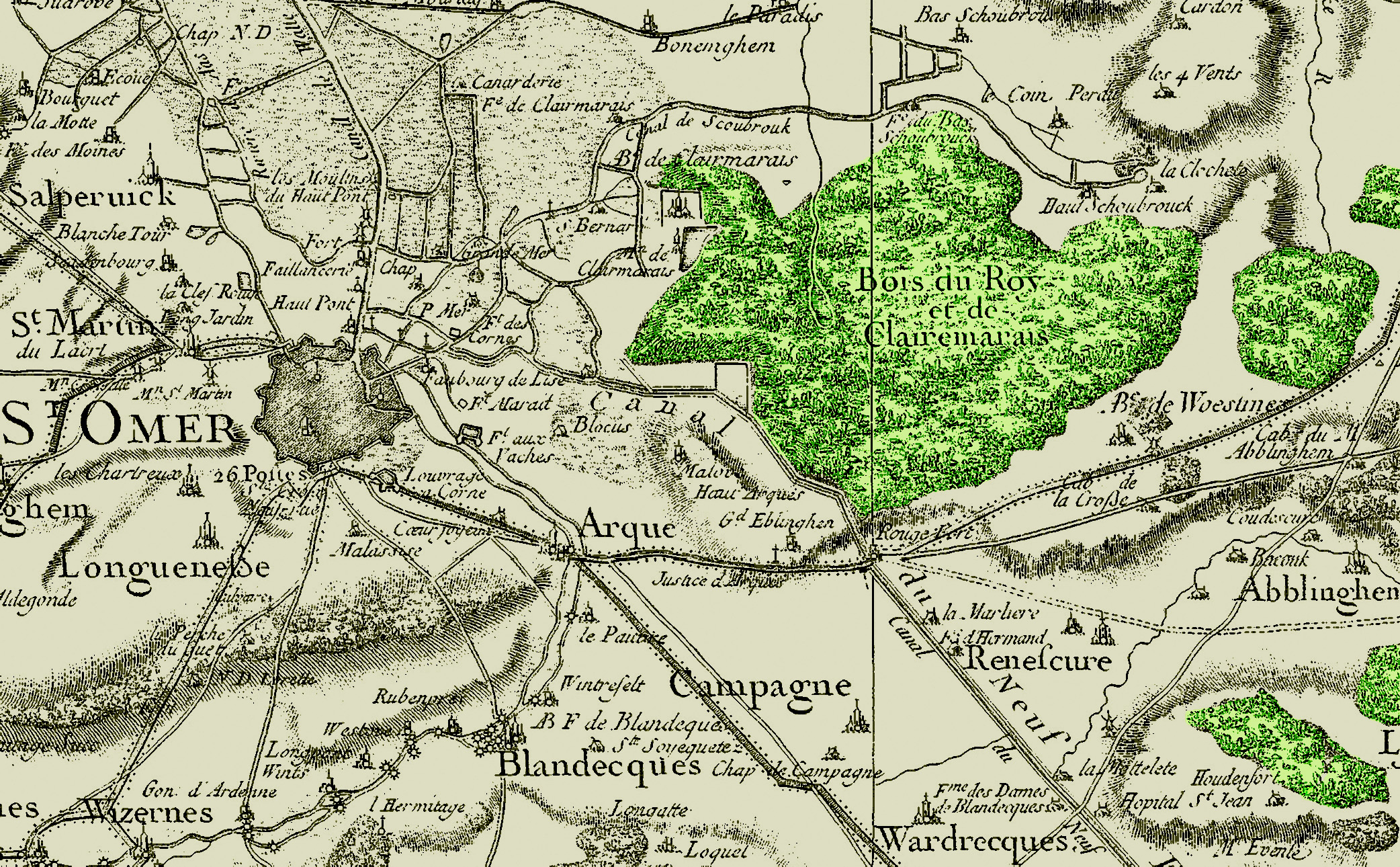
Carte de Cassini montrant le canal construit en 1774.

Dans l'Antiquité, le lieu était déjà un point de passage afin de relier la région aux bords de mer.
Cette cité devient en 530 la propriété de la comtesse Mathilde[Laquelle ?], arrière-petite-fille de Flandebert, chef des Morins et des Ménapiens[Information douteuse]. Walbert, arrière-petit-fils de Mathilde et comte d'Arkes, dresse sur les conseils des abbés Audomar et Bertin une église dédiée à Saint Martin et à proximité de son château en 646.
En 1093, Robert Ier de Flandre  (Robert le Frison) comte de Flandre confirme à l'abbé Jean Ier et aux religieux de l'abbaye de Saint-Bertin, la possession de la terre d'Arques et d'un marécage voisin, un droit de taxe exclusif sur le bétail pâturant dans la forêt de Ruhout (à Clairmarais) et des dîmes dans la châtellenie de Bourbourg. Le comte Baudouin V de Flandre avait confirmé cette possession en 1056 en ajoutant que la terre d'Arques a été donnée jadis à l'abbaye par le comte Walbert, cité ci-dessus. Baudouin veut extirper les mauvaises habitudes introduites par les avoués dont il restreint les droits et prérogatives et il autorise l'abbé à prélever une taxe pour la paisson des bestiaux dans la forêt de Ruhout, donne à l'abbaye un marais voisin, et attribue encore d'autres avantagesg.
La guerre de Cent Ans n'épargne pas la ville qui est pillée en 1340 par l'armée anglo-flamande assiégeant Saint-Omer. Les Anglais mettent de nouveau la ville à sac en 1346, 1369 et 1435[réf. nécessaire]. Les Français font de même en 1477 sous Louis XI.
Au XVIIe siècle, l'Espagne qui détient la Flandre possède aussi les villes d'Aire, de Saint-Omer et leurs alentours, formant ce que les historiens nomment "l'Artois réservé". Mais le traité de Nimègue (1678), ramène l'Artois à la France.
Par ailleurs, après que la ville d'Arques ait subi un incendie, le roi Louis XI confirma, par ses lettres patentes, les 'droits de foyres de deux fois l'an ainsi que des marchés', afin de soutenir la restauration de la ville.
Monsieur, frère de Louis XIV campe à Arques le 4 mars 1677, prend le château d'Arques le 5, en préambule du siège de Saint-Omer.
La présence d'un canal (voulu par Vauban) date de 1774. Après avoir été approuvé par VNF en 1881, l'ascenseur à bateaux des Fontinettes est construit entre 1883 et 1887 puis est inauguré le 8 juillet 1888. 
Deux filatures de lin et de jute, deux distilleries, des fabriques de briques et de tuiles dont la tuilerie mécanique Vergriete fondée à la fin du XIXe siècle ainsi qu’une verrerie-cristallerie sont créées.
En août 1908, le chef de chantier d'une carrière située à 400 mètres de la verrerie-cristallerie actuelle découvre que de grands ossements se révèlent dans la coupe. Il alerte Georges Pontier, médecin à Lumbres et paléontologue éclairé, lequel se rend sur les lieux avec Paul de Givenchy de Saint-Omer., secrétaire de la société préhistorique de France. Il s'agit du squelette d'un « elephas primigenius », éléphant de la première génération, autrement dit un mammouth. Ce spécimen est de petite taille pour l'espèce. En 1930, le même paléontologue va découvrir de nouveau à Arques, auprès du canal de Neufossé, des ossements d'individus nettement plus grands. Le médecin lumbrois va reconstituer le squelette du mammouth de 1908 en remplaçant les pièces manquantes par des os d'autres mammouth de même type, (sibérien), par des éléments de bois travaillés par un ébéniste local, par du plâtre. Il va exposer l'exemplaire reconstitué dans deux pièces de sa villa à Lumbres jusqu'à sa mort en 1933. Le squelette est alors remonté au musée d'histoire naturelle de Boulogne-sur-Mer, avant d'être démonté lors du déménagement du musée en 1991.
Durant la Première Guerre mondiale, Arques est un lieu stratégique qui accueille jusqu'à 100 000 soldats, ainsi par exemple, en mai 1917, Arques accueille des troupes d'infanterie venant du front de l'est.
La commune est décorée de la croix de guerre 1914-1918 par décret du 16 juin 1921, distinction également attribuée à 276 autres communes du Pas-de-Calais.
Entre deux-guerres, les mouvements ouvriers du Front populaire donnent lieu à d'importants défilés localement.
Durant la Seconde Guerre mondiale, Arques est occupée ; elle est libérée du 3 au 5 septembre 1944 par un régiment polonais.
Après la dernière guerre, la cristallerie donne à la ville une renommée mondiale.
Dans les années 2000, la cristallerie perd 6 000 emplois. La reconversion de la ville est alors enclenchée, avec la création de la ZAC du centre-ville, en renouvellement urbain, sur le site de l'usine 1 d'Arc International et des établissements Edard.

## Politique et administration

### Découpage territorial
La commune se trouve dans l'arrondissement de Saint-Omer du département du Pas-de-Calais.

#### Commune et intercommunalités
Arques était membre de la communauté d'agglomération de Saint-Omer (CASO), un établissement public de coopération intercommunale (EPCI) à fiscalité propre créé en 2001 et auquel la commune avait transféré un certain nombre de ses compétences, dans les conditions déterminées par le code général des collectivités territoriales.
Dans le cadre des dispositions de la loi portant nouvelle organisation territoriale de la République du 7 août 2015, qui prévoit que les établissements publics de coopération intercommunale (EPCI) à fiscalité propre doivent avoir un minimum de 15 000 habitants, cette intercommunalité a fusionné avec ses voisines pour former, le 1er janvier 2017, la communauté d'agglomération du Pays de Saint-Omer (CAPSO) dont est désormais membre la commune. Cette communauté d'agglomération du Pays de Saint-Omer regroupe 53 communes et totalise 104 937 habitants en 2021.

#### Circonscriptions administratives
La commune faisait partie de 1801 à 1984  du canton de Saint-Omer-Sud, année où elle devient le chef-lieu du canton d'Arques. Dans le cadre du redécoupage cantonal de 2014 en France, cette circonscription administrative territoriale a disparu, et le canton n'est plus qu'une circonscription électorale.
Pour les élections départementales, la commune fait partie redécoupage cantonal de 2014 en France|depuis 2014 du canton de Longuenesse.

#### Circonscriptions électorales
Pour l'élection des députés, elle fait partie de la huitième circonscription du Pas-de-Calais.

### Élections municipales et communautaires
Lors du second tour des élections municipales de 2014 dans le Pas-de-Calais, la liste UDI  menée par Caroline Saudemont obtient la majorité absolue des suffrages exprimés, avec 2 646 voix (58,34 %, 23 conseillers municipaux élus dont 8 communautaires), devançant largement la liste DVG menée par le maire sortant Joël Duquenoy — qui bénéficiait de la fusion avec la liste FG du 1er tour menée par Benoît Roussel  — qui a obtenu 1 889 voix (41,65 %, 6 conseillers municipaux dont 2 communautaires).

Lors de ce scrutin, 34,87 % des électeurs se sont abstenus.
Lors du premier tour des élections municipales de 2020 dans le Pas-de-Calais, la liste DVG menée par Benoît Roussel obtient la majorité absolue des suffrages exprimés, avec 1 851 voix (50,71 %, 23 conseillers municipaux élus dont 6 communautaires), devançant très largement les listes menées respectivement par, : 

- Caroline Saudemont, maire sortante,  (DVC,  665 voix, 20,42 %, 3 conseillers municipaux élus dont 1 communautaire) ;

- Jean-Marc Bourgeois (UDI, 541 voix, 16,62 %, 2 conseillers municipaux élus dont 1 communautaire) ;

- Frédéric Vanrechem (DVC, 399 voix, 12,25 %, 1 conseiller municipal élus)

Lors de ce scrutin, marqué par la pandémie de Covid-19 en France, 52,53 % des électeurs se sont abstenus.

#### Liste des maires
| Période     | Période                      | Identité               | Étiquette                  | Qualité |
| ----------- | ---------------------------- | ---------------------- | -------------------------- | --- |
|             |                              | Docteur Léon Alexandre | Concentration républicaine | Chevalier de la Légion d'honneur |
| 1929        | janvier 1938 (décès)         | Alfred André           | SFIO                       | Commerçant négociant Conseiller général de Saint-Omer-Sud (1937 → 1938) Conseiller d'arrondissement (1919 → 1928)                                                              |
| août 1938   | avril 1942                   | Henri Puype            |                            | |
| avril 1942  |                              | André Dupont           |                            | |
| mai 1953    | mars 1977                    | Benjamin Catry         | UNR puis UDR               | Négociant Député du Pas-de-Calais (8e circ) (1962 → 1967 et 1968 → 1973) Conseiller général de Saint-Omer-Sud (1958 → 1976)                                                    |
| mars 1977   | mars 2001                    | Michel Lefait          | PS                         | Professeur de collège Député du Pas-de-Calais (8e circ) (1997 → 2017) Conseiller général d'Arques (1985 → 2015) Vice-président du conseil général (1992 → 1998 et 2004 → 2015) |
| mars 2001   | avril 2014                   | Joël Duquenoy          | PS puis DVG                | Retraité Président de la CA de Saint-Omer (2008 → 2014) Président de l'Association des Maires du Pas-de-Calais (2004 → 2014)                                                   |
| avril 2014, | mai 2020                     | Caroline Saudemont     | DVD (ex-UDI) puis LREM     | Retraitée Vice-présidente de la CA de Saint-Omer (2014 → 2017) Vice-présidente de la CAPSO (2017 → )                                                                           |
| mai 2020    | En cours (au 1er avril 2023) | Benoit Roussel         | DVG                        | Juriste Conseiller départemental de Longuenesse (2021 → ) |

### Jumelages
La commune est jumelée avec :
| Ville | Ville     | Pays | Pays      | Période                 |
| ----- | --------- | ---- | --------- | ----------------------- |
|       | Wadgassen |      | Allemagne | depuis le 15 avril 1979 |

## Équipements et services publics

### Eau et déchets
La ville a engagé une politique de développement durable en lançant une démarche d'Agenda 21 en 2005.
La communauté d'agglomération de Saint-Omer prend en charge le tri sélectif. Arques a également mis en place un composteur communal avec les déchets verts de la commune, et un ramassage des déchets de compost ménager. Une déchèterie est également en fonctionnement sur la commune. Le verre est récupéré dans 31 colonnes à verre réparties sur le territoire communal.

### Espaces publics
La commune est labellisée « 3 fleurs » au concours des villes et villages fleuris. Près de 45 000 plants sont plantés chaque année. En 2008, la commune dispose d'environ 30 personnes pour la gestion de 75 hectares d'espaces verts. En 2006, elle a mis en place une démarche de gestion différentiée (jachère fleurie dans les fossés, sur le bord des routes...). Un verger ainsi que des fruitiers ont été plantés dans un de ses nouveaux quartiers.
Le jardin public est situé en centre-ville. Il est équipé d'une aire de jeu et d'un terrain de pétanque.
D'autres espaces verts se situent à proximité de l'ascenseur à bateaux des Fontinettes, de la médiathèque, des canaux…
En 2021, la commune d'Arques est récompensée par le label « Ville Internet @ ».

### Enseignement
La commune est située dans l'académie de Lille et dépend, pour les vacances scolaires, de la zone B.
- l'école primaire public Jules Lesieux
- l'école primaire public Kergomard
- l'école primaire public du Centre
- l'école primaire public de la Basse Meldyck
- l'école primaire public Albert Camus
- l'école primaire privé Saint-Martin-Sainte-Thérèse
- le collège Pierre Mendès France[92].

Les lycées les plus proches se situent à Saint-Omer

### Santé
Plusieurs médecins et pharmacies sont présents sur la commune, ainsi qu'une maison de retraite. Le centre hospitalier de la région de Saint-Omer se situe à Helfaut, et une clinique privée à Longuenesse.

### Justice, sécurité, secours et défense
La commune dépend du tribunal judiciaire de Saint-Omer, du conseil de prud'hommes de Saint-Omer, de la cour d'appel de Douai, du tribunal de commerce de Boulogne-sur-Mer, du tribunal administratif de Lille, de la cour administrative d'appel de Douai, du tribunal judiciaire de Boulogne-sur-Mer et du tribunal pour enfants de Saint-Omer.

## Population et société

### Démographie
Les habitants de la commune sont appelés les Arquois.

#### Évolution démographique
L'évolution du nombre d'habitants est connue à travers les recensements de la population effectués dans la commune depuis 1793. Pour les communes de moins de 10 000 habitants, une enquête de recensement portant sur toute la population est réalisée tous les cinq ans, les populations de référence des années intermédiaires étant quant à elles estimées par interpolation ou extrapolation. Pour la commune, le premier recensement exhaustif entrant dans le cadre du nouveau dispositif a été réalisé en 2008.

En 2022, la commune comptait 9 526 habitants, en évolution de −3,31 % par rapport à 2016 (Pas-de-Calais : −0,72 %, France hors Mayotte : +2,11 %).
| 1793  | 1800  | 1806  | 1821  | 1831  | 1836  | 1841  | 1846  | 1851  |
| ----- | ----- | ----- | ----- | ----- | ----- | ----- | ----- | ----- |
| 1 531 | 1 682 | 1 691 | 1 854 | 2 190 | 2 330 | 2 601 | 2 769 | 2 771 |

| 1856  | 1861  | 1866  | 1872  | 1876  | 1881  | 1886  | 1891  | 1896  |
| ----- | ----- | ----- | ----- | ----- | ----- | ----- | ----- | ----- |
| 2 992 | 3 456 | 3 805 | 4 080 | 4 145 | 4 270 | 4 567 | 4 284 | 4 355 |

| 1901  | 1906  | 1911  | 1921  | 1926  | 1931  | 1936  | 1946  | 1954  |
| ----- | ----- | ----- | ----- | ----- | ----- | ----- | ----- | ----- |
| 4 302 | 4 478 | 4 658 | 4 613 | 4 512 | 4 696 | 5 008 | 5 222 | 5 800 |

| 1962  | 1968  | 1975   | 1982  | 1990  | 1999  | 2006  | 2008  | 2013  |
| ----- | ----- | ------ | ----- | ----- | ----- | ----- | ----- | ----- |
| 7 224 | 8 738 | 10 042 | 9 245 | 9 014 | 9 331 | 9 615 | 9 696 | 9 936 |

| 2018  | 2022  | - | - | - | - | - | - | - |
| ----- | ----- | - | - | - | - | - | - | - |
| 9 654 | 9 526 | - | - | - | - | - | - | - |

#### Pyramide des âges
En 2018, le taux de personnes d'un âge inférieur à 30 ans s'élève à 35,9 %, soit en dessous de la moyenne départementale (36,7 %). À l'inverse, le taux de personnes d'âge supérieur à 60 ans est de 24,3 % la même année, alors qu'il est de 24,9 % au niveau départemental.
En 2018, la commune comptait 4 642 hommes pour 5 012 femmes, soit un taux de 51,92 % de femmes, légèrement supérieur au taux départemental (51,5 %).
Les pyramides des âges de la commune et du département s'établissent comme suit.
| Hommes | Classe d’âge | Femmes |
| ------ | ------------ | ------ |
| 0,4    | 90 ou +      | 1,3    |
| 5,5    | 75-89 ans    | 9,6    |
| 15,2   | 60-74 ans    | 16,3   |
| 22,1   | 45-59 ans    | 21,8   |
| 17,9   | 30-44 ans    | 18,0   |
| 17,7   | 15-29 ans    | 15,0   |
| 21,3   | 0-14 ans     | 18,0   |

| Hommes | Classe d’âge | Femmes |
| ------ | ------------ | ------ |
| 0,5    | 90 ou +      | 1,6    |
| 5,6    | 75-89 ans    | 8,9    |
| 16,7   | 60-74 ans    | 18,1   |
| 20,2   | 45-59 ans    | 19,2   |
| 18,9   | 30-44 ans    | 18,1   |
| 18,2   | 15-29 ans    | 16,2   |
| 19,9   | 0-14 ans     | 17,9   |

### Manifestations culturelles et festivités
- Le « festival de l’ascenseur à bateaux » sur le site du même nom, premier festival, il se déroule du 12 au 14 juillet 2023 et accueille des artistes comme 47Ter, Chimène Badi, Ridsa, etc.[100].

### Sports et loisirs
La commune regroupe de nombreuses infrastructures adaptées aux besoins des habitants : sept salles de sports (pour la pratique du volley-ball, du tennis de table et de la boxe, de la gymnastique, de la pratique scolaire, du tir, des arts martiaux et tennis), cinq stades (dont deux de football), quatre courts de tennis plein-air, deux courts de tennis couverts, un boulodrome couvert, une piscine couverte et chauffée, une piste d'athlétisme de 400 mètres. Le nouveau stand de tir, de 1 200 m2, en ossature bois, a été inauguré en 2009. Il a obtenu le label handisport.
L'association locale de gymnastique (l'Amga) compte 1 500 licenciés qui pratiquent ce sport à Saint-Omer, Longuenesse et Arques. Un complexe gymnique de 2 000 m2 y est construit, pour accueillir ces licenciés ainsi que 600 enfants dans le cadre de la pratique scolaire du sport. Ce complexe ferait également partie de la base arrière des Jeux olympiques de 2012 souhaitée dans le Pas-de-Calais par le Conseil général, tout comme le stand de tir.
Cette ville possède également plusieurs clubs de sport (Étoile Sportive d'Arques), un club d'athlétisme, de football, de tennis, ...

### Cultes
La commune est dotée d'une église protestante, rue de Sète, et d'une église catholique.

## Économie

### Revenus de la population et fiscalité
En 2021, la commune compte 4 139 ménages fiscaux, regroupant 9 293 personnes.
Le revenu fiscal médian par ménage, le taux de pauvreté des ménages et la part des ménages fiscaux imposés de la commune, du département du Pas-de-Calais et de la métropole sont les suivants :
- le revenu fiscal médian par ménage de la commune est de 19 590 €, inférieur à celui du département du Pas-de-Calais (20 720 €) et inférieur à celui de la France métropolitaine (23 080 €)[Insee 6],[Insee 7],[Insee 8] ;
- le taux de pauvreté des ménages de la commune est de 20 %, de 18,4 % au niveau du département et de 14,9 % au niveau de la métropole[Insee 9],[Insee 10],[Insee 11] ;
- la part des ménages fiscaux imposés dans la commune est de 41 %, de 44,1 % au niveau du département et de 53,4 % au niveau de la métropole[Insee 6],[Insee 7],[Insee 8].

### Emploi
|                       | 2010   | 2015   | 2021   |
| --------------------- | ------ | ------ | ------ |
| Commune               | 14,0 % | 18,5 % | 17,9 % |
| Département           | 11,3 % | 13,7 % | 11,2 % |
| France métropolitaine | 11,6 % | 13,7 % | 11,7 % |

En 2021, la population âgée de 15 à 64 ans s'élève à 5 995 personnes, parmi lesquelles on compte 70,1 % d'actifs (57,5 % ayant un emploi et 12,6 % de chômeurs) et 29,9 % d'inactifs,. En 2021, le taux de chômage communal (au sens du recensement) des 15-64 ans est supérieur à celui du département et supérieur à celui de la France métropolitaine.
La commune fait partie du pôle principal de l'aire d'attraction de Saint-Omer,. Elle compte 10 526 emplois en 2021, contre 10 201 en 2015 et 10 885 en 2010. Le nombre d'actifs ayant un emploi résidant dans la commune est de 3 478, soit un indicateur de concentration d'emploi de 302,7 et un taux d'activité parmi les 15 ans ou plus de 53,9 %.
Sur ces 3 478 actifs de 15 ans ou plus ayant un emploi, 1 405 travaillent dans la commune, soit 40 % des habitants. Pour se rendre au travail, 83,4 % des habitants utilisent une voiture, un camion ou une fourgonnette, 2,9 % les transports en commun, 10,1 % s'y rendent en deux-roues, à vélo ou à pied et 3,6 % n'ont pas besoin de transport (travail au domicile).

### Entreprises et commerces

#### Activités hors agriculture
583 établissements marchands non agricoles sont économiquement actifs en 2022 à Arques,,.
| Secteur d'activité                                                                                        | Commune | Commune | Département |
| Secteur d'activité                                                                                        | Nombre  | %       | %           |
| --- | ------- | ------- | ----------- |
| Ensemble                                                                                                  | 583     | 100 %   | (100 %)     |
| Industrie manufacturière, industries extractives et autres                                                | 57      | 9,8 %   | (5,3 %)     |
| Construction                                                                                              | 53      | 9,1 %   | (11,7 %)    |
| Commerce de gros et de détail, transports, hébergement et restauration                                    | 200     | 34,3 %  | (22,5 %)    |
| Information et communication                                                                              | 9       | 1,5 %   | (3,6 %)     |
| Activités financières et d'assurance                                                                      | 36      | 6,2 %   | (5,3 %)     |
| Activités immobilières                                                                                    | 29      | 5,0 %   | (5,7 %)     |
| Activités spécialisées, scientifiques et techniques et activités de services administratifs et de soutien | 76      | 13,0 %  | (20,2 %)    |
| Administration publique, enseignement, santé humaine et action sociale                                    | 64      | 11,0 %  | (15,8 %)    |
| Autres activités de services                                                                              | 59      | 10,1 %  | (9,9 %)     |

Le secteur du commerce de gros et de détail, transports, hébergement et restauration est prépondérant sur la commune puisqu'il représente 34,3 % du nombre total d'établissements de la commune (200 sur les 583 entreprises implantées  à Arques), contre 22,5 % au niveau départemental. Dans le même temps, le secteur des activités spécialisées, scientifiques et techniques et activités de services administratifs et de soutien avec 13,0% du nombre total d'établissements de la commune est inférieur à celui du département (20,2%).

#### Agriculture
La commune est dans le « pays Aire », une petite région agricole dans le département du Pas-de-Calais. En 2020, l'orientation technico-économique de l'agriculture  sur la commune est la culture de légumes ou champignons. 
|               | 1988 | 2000 | 2010 | 2020 |
| ------------- | ---- | ---- | ---- | ---- |
| Exploitations | 21   | 12   | 5    | 3    |
| SAU (ha)      | 418  | 469  | 158  | 167  |

Le nombre d'exploitations agricoles en activité et ayant leur siège dans la commune est passé de 21 lors du recensement agricole de 1988  à 12 en 2000 puis à 5 en 2010 et enfin à 3 en 2020, soit une baisse de 86 %. La surface agricole utilisée sur la commune a également diminué, passant de 418 ha en 1988 à 167 ha en 2020. Parallèlement la surface agricole utilisée moyenne par exploitation a augmenté, passant de 20 à 56 ha,.

#### Cristallerie
Arc International, avec 5 500 salariés, est une entreprise de première importance à l'échelle de la ville, de la région et même de la France, et ce depuis l'installation de la première verrerie en 1825. En 1997, elle était la 3e plus importante usine de France en termes d'effectif (12 900 personnes). Industrie du verre et du cristal, l'entreprise s'étend sur un site de plusieurs dizaines d'hectares comprenant plusieurs usines avec fours à verre et chaînes de production, une scierie, un garage, une cantine... Les consommations journalières en ressources (sable, eau, gaz, électricité) du site sont énormes ; le gaz est acheminé directement par un gazoduc et l'électricité provient de la centrale électrique de Gravelines dans le Nord.

#### Zone industrielle
La porte multimodale de l'Aa est la deuxième zone industrielle d'Arques après la cristallerie. D'une surface de 160 ha, elle accueille le port fluvial de commerce, antenne du port de Lille. Ce port est géré par la Chambre de commerce et d'industrie de Saint-Omer Saint-Pol-sur-Ternoise. Des zones sont également affectées à la logistique, l'artisanat, aux industries, aux services... Parmi les 22 entreprises implantées en 2010, Transgourmet compte 170 emplois, STND 110, la pépinière d'entreprises 66 (15 bureaux et 5 ateliers), les fromagers de Saint-Omer 50.
La ZAC du centre ville s'étend sur 54 900 m2 de SHON, le long du canal. Elle a pour objectif de reconvertir une partie des anciennes usines d'Arc, ainsi que l'ancien port. Les études pour cette ZAC ont été réalisées en 2008.
Les principales autres entreprises de la ville sont :
- Lebrun (entre 100 et 200) : articles ménagers ;
- Edard (entre 50 et 100) : articles métalliques et bouteilles ;
- Sabé (entre 50 et 100) : alimentation pour bétail ;

## Culture locale et patrimoine

### Lieux et monuments

#### Monument historique
- L'ascenseur à bateaux des Fontinettes a été construit en 1887, et a fonctionné jusqu'en 1967[107]. Il fait l’objet d’une inscription au titre des monuments historiques depuis le 9 novembre 1987[108]. Il n'est actuellement plus en état de fonctionnement mais abrite un musée consacré au fonctionnement de l'édifice et son remplacement par les écluses.

Le fonctionnement de l'ascenseur.
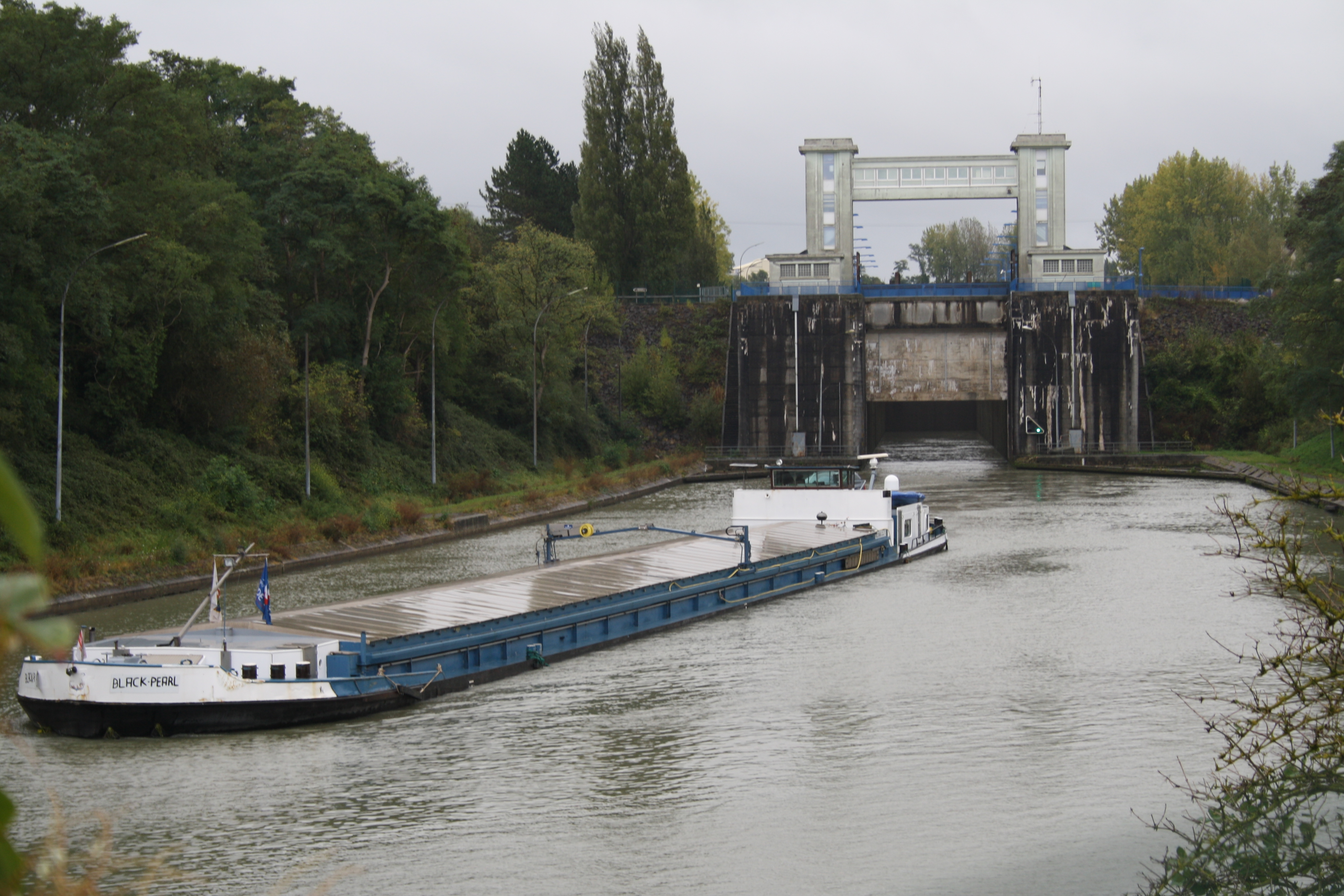
L'écluse.
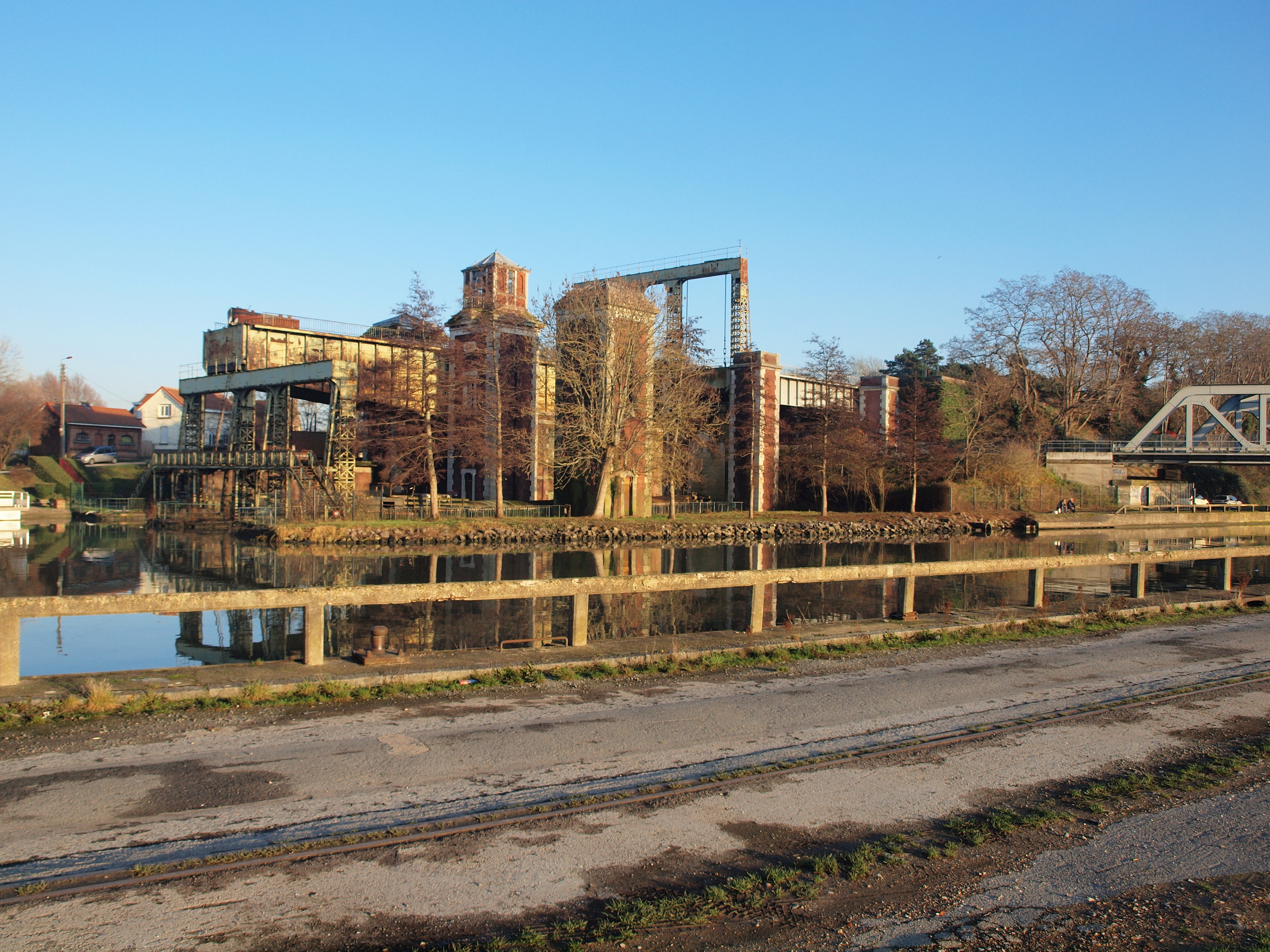
L'ascenseur.

#### Autres lieux et monuments
- L'église d'Arques. Dans la nef de l'autel de la Vierge de l'église d'Arques est inhumé Louis Dominique Régnier (1696-1749), marchand de bestiaux à Arques et bourgeois de Saint-Omer.
- L'hôtel de ville avec son carillon.
- Le grand vannage sur l'Aa, maison du parc naturel régional des Caps et Marais d'Opale, est toujours en fonctionnement. Il abrite une salle des vannes, qui sont au nombre de 4, mais également un accueil du public, les bureaux d'une partie de l'équipe du Parc et une salle de réunion.
- La cristallerie d'Arc est ouverte à des visites guidées.
- Le rond-point au croisement des avenues De Gaulle et Bernard Chochoy est orné d'une œuvre d'art en verre ; il a été créé en 1997 à la mémoire de Jacques Durand (cristallerie d'Arques)[109].
- Le chemin de fer touristique de la vallée de l'Aa a son terminus dans l'ancienne gare d'Arques.
- Le monument aux morts[110].
- Le château du Pavé d'Arques et le château Arques[ À compléter et à Illustrer ].

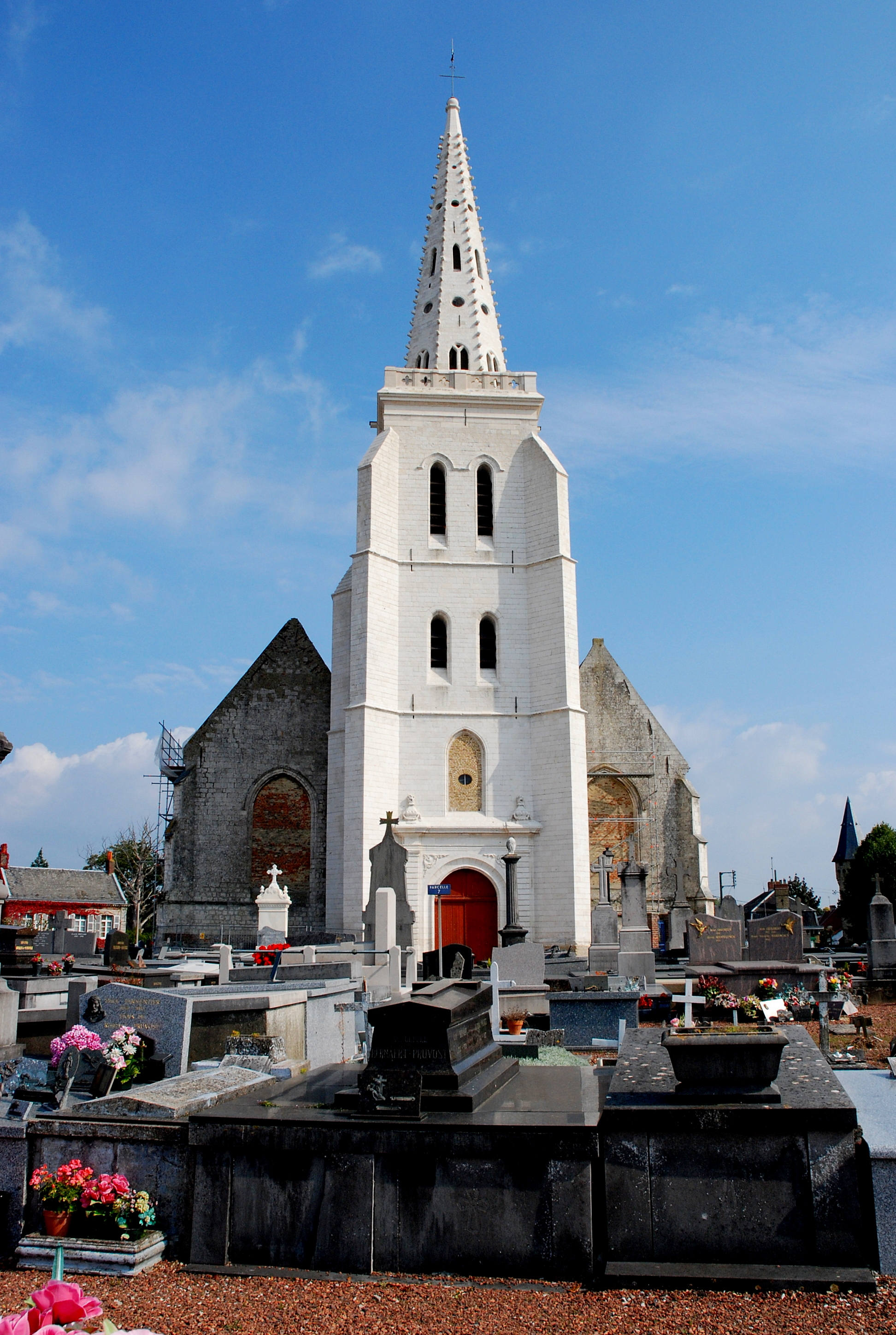
L'église.
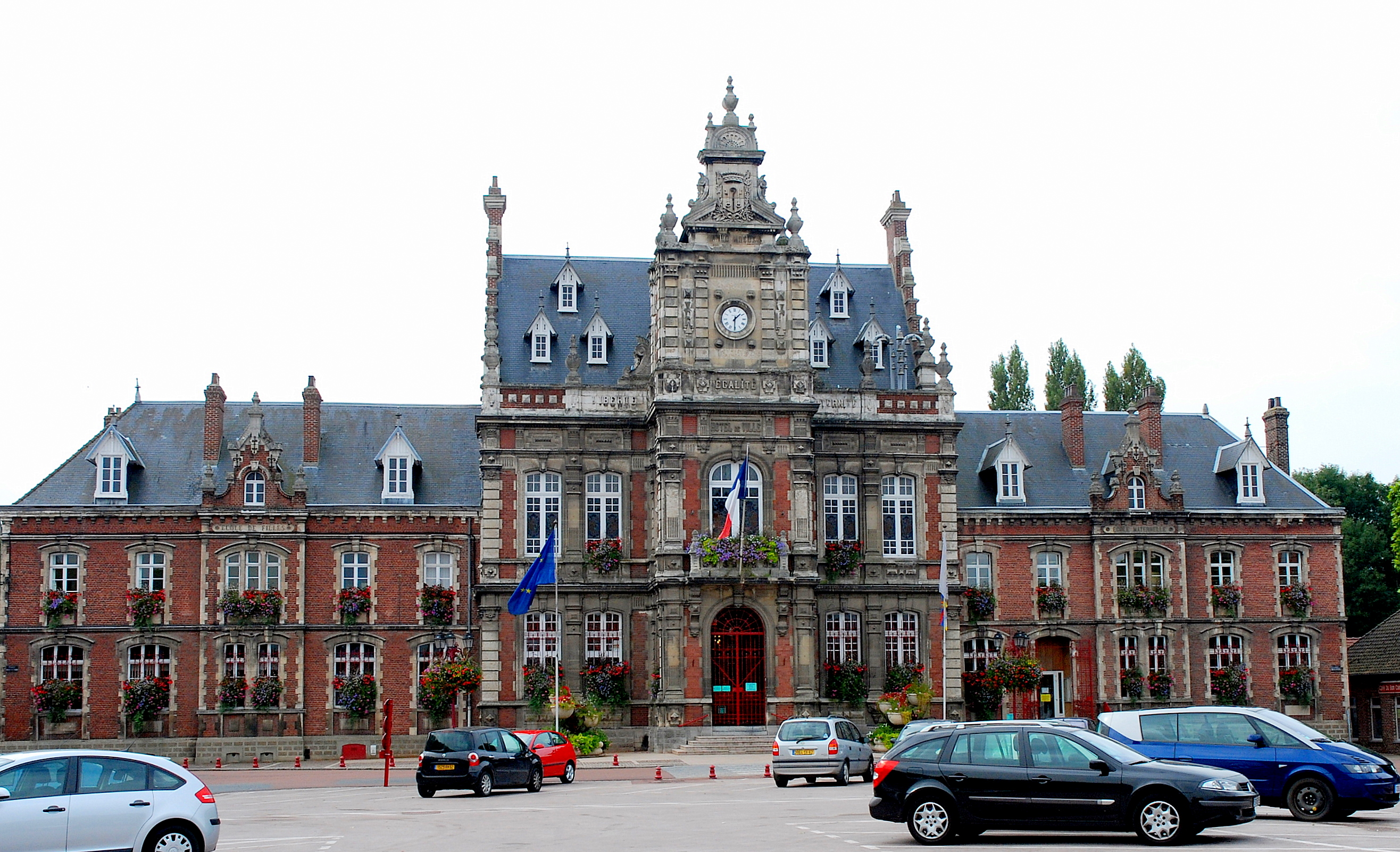
L'hôtel de ville.
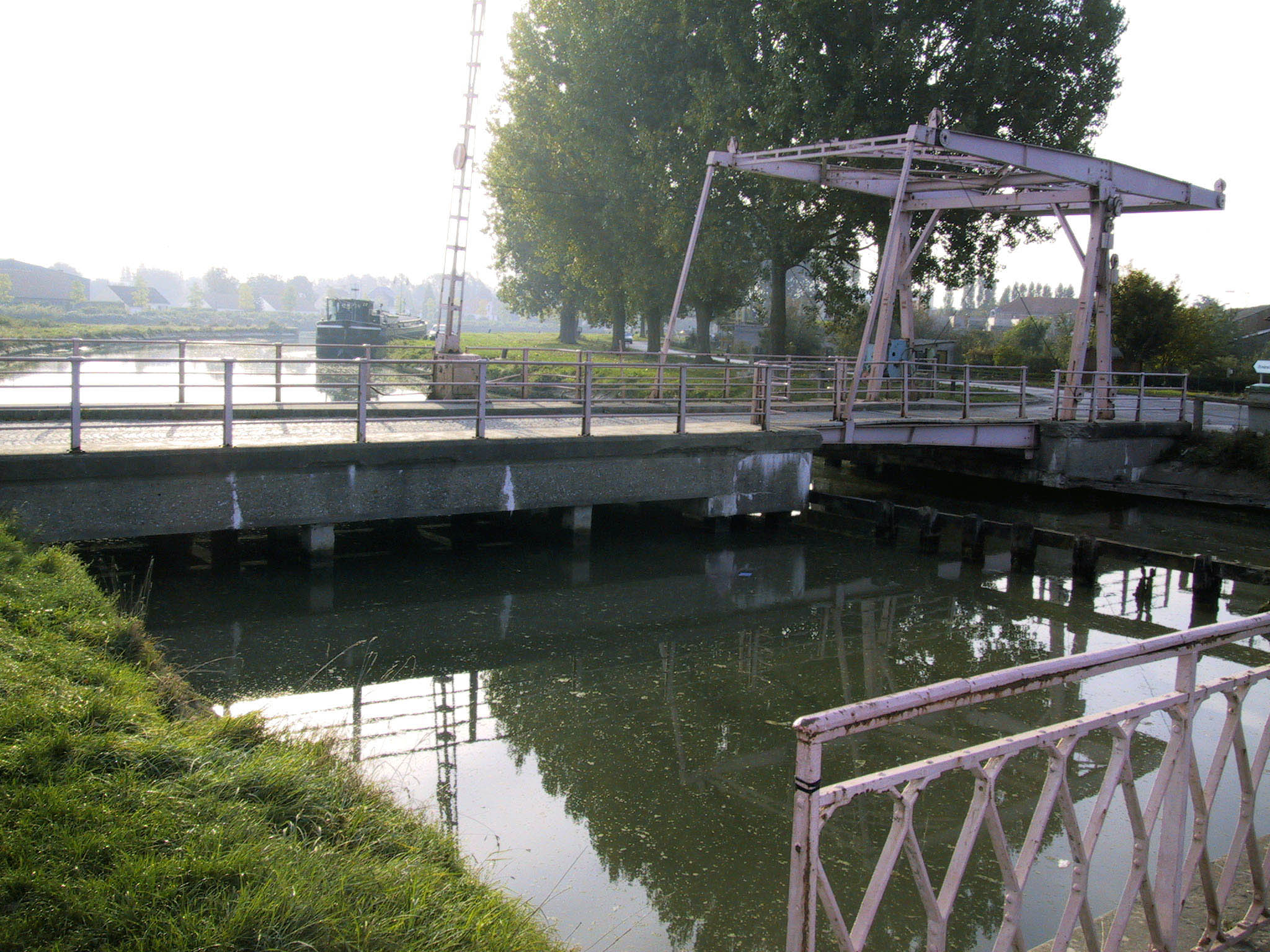
Dérivation du canal de Neufossé.
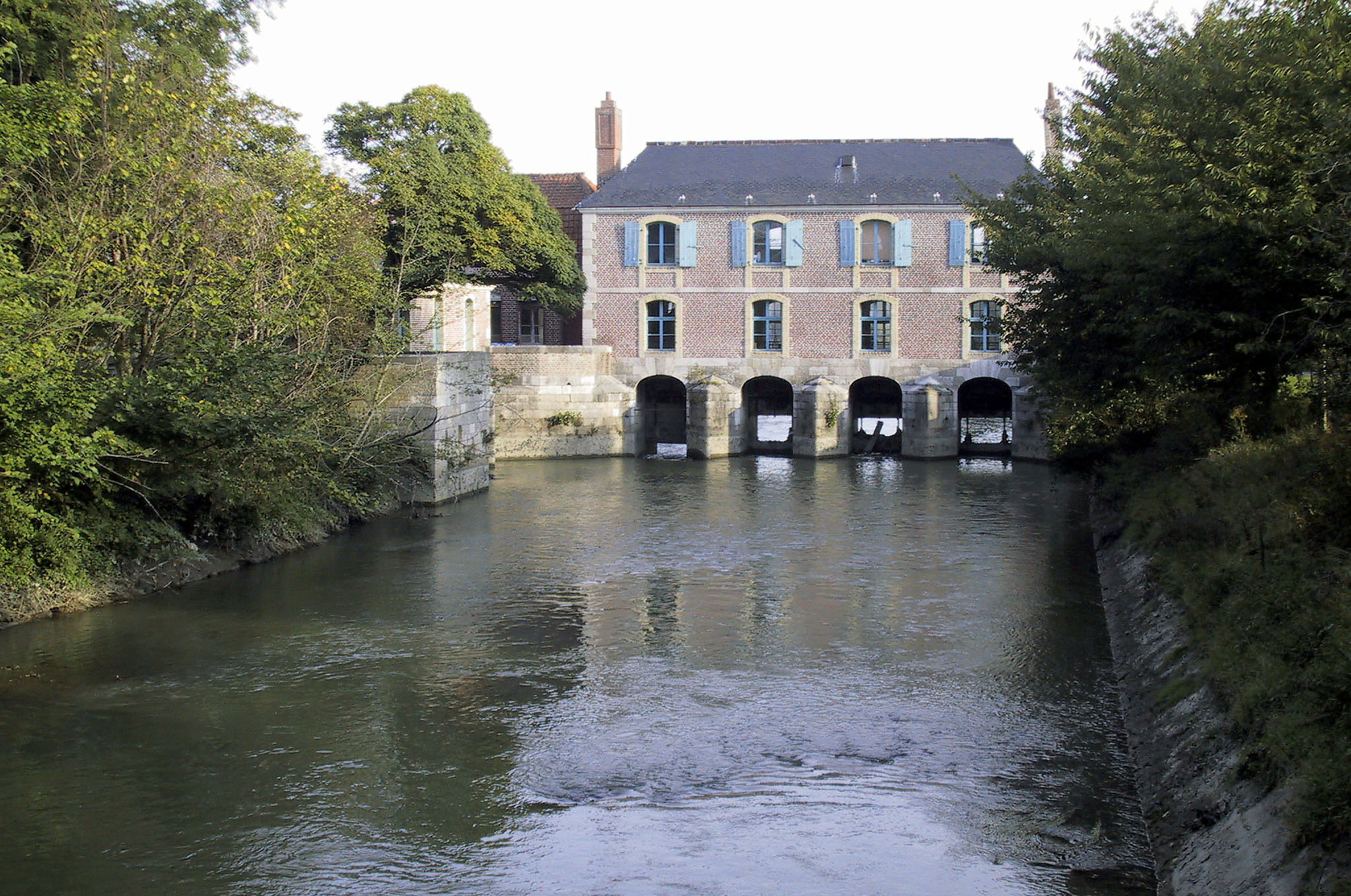
La maison du Parc naturel régional.
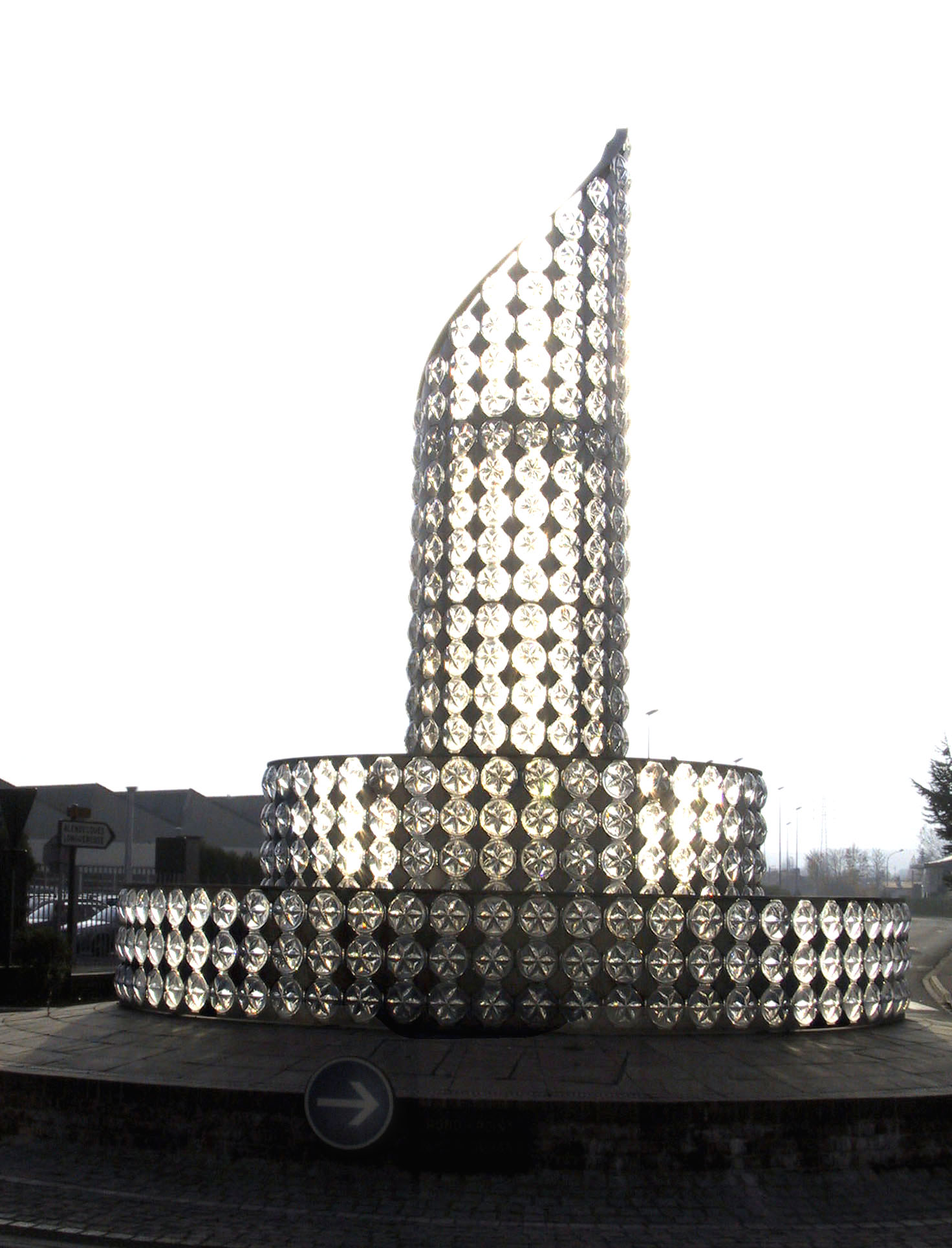
Le rond-point en verre.

### Patrimoine culturel

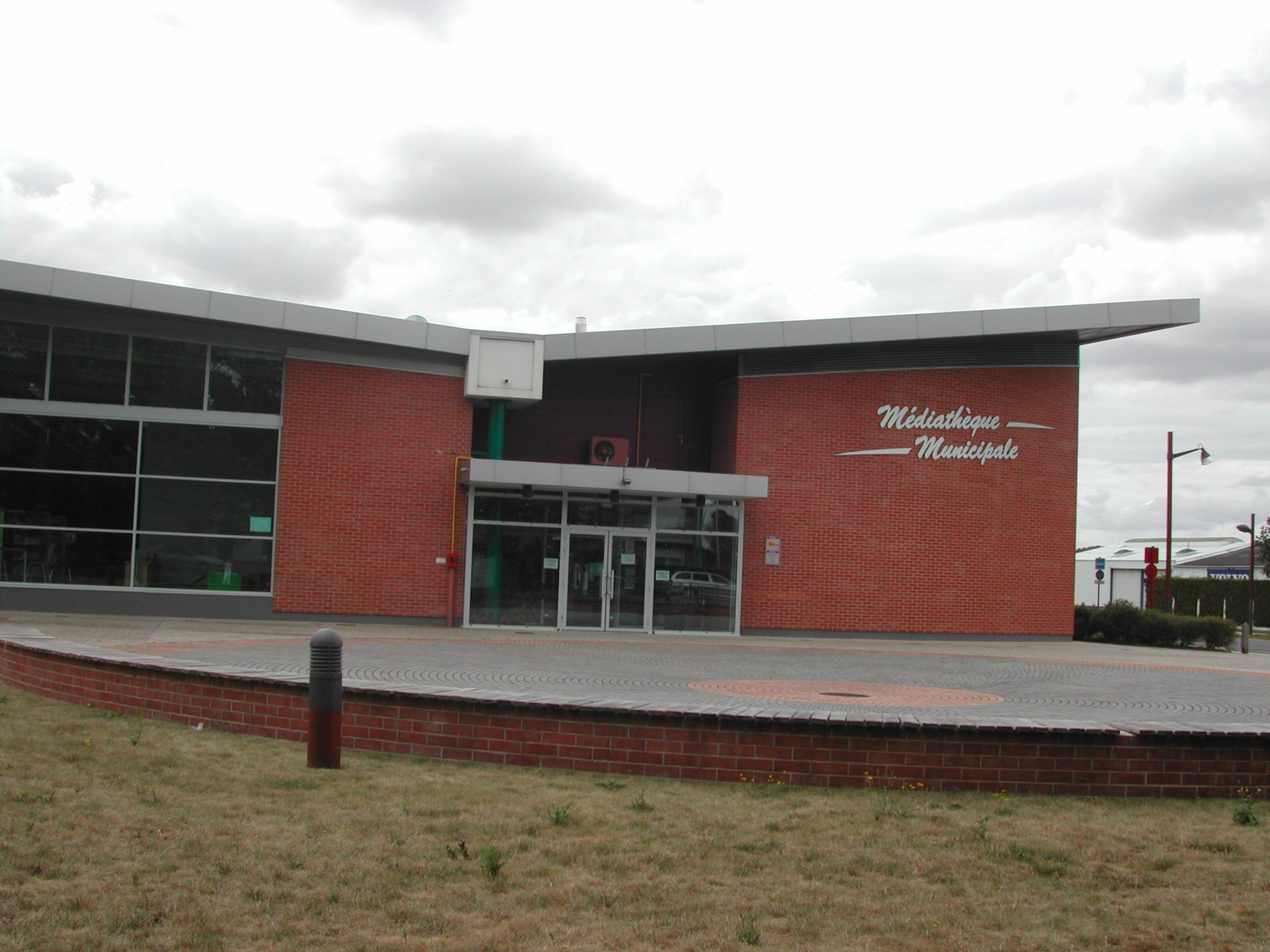
la médiathèque municipale.

Différents équipements culturels sont présents : trois salles des fêtes, une école de musique, une école de danse, une médiathèque, un centre social Jean Ferrat, un cyber-centre, un Centre culturel d'agglomération « Centre Daniel-Balavoine », un espace petite enfance (halte garderie, relais assistantes maternelles et espace jeu), une maison du tourisme et une des maisons du Parc naturel régional (la maison du Vannage, sur l'Aa).
La médiathèque a été construite en 2005. Elle compte 9 salariés, dispose d'une superficie de 1 300 m2 et propose le prêt de plus de 50 000 documents (livres, revues, CD et DVD). Depuis le 1er janvier 2017, elle propose l'accès à une plateforme numérique départementale avec livres numériques, VOD, musique en ligne, autoformation et revues. Elle a obtenu le label ville en poésie en 2014 car elle œuvre régulièrement pour faire vivre la poésie contemporaine. La médiathèque propose de nombreuses animations en particulier pour les enfants et les tout-petits.
Le dimanche 14 septembre 2008, la fête du Parc naturel régional des Caps et Marais d'Opale s'est tenue à Arques, sur le site de l'ascenseur à bateaux des Fontinettes. Elle a accueilli près de 30 000 visiteurs, sur le thème du développement durable ; des navettes gratuites de CASO - BUS avaient été mises en place pour l'occasion.

### Héraldique
| Blason de Arques | Blason  | De gueules à la crosse abbatiale accostée de deux clefs adossées, le tout d'or. Ornements extérieursCroix de guerre 1914-1918 |
| Blason de Arques | Détails | La crosse est celle de l'abbaye Saint-Bertin de Saint-Omer et les clefs sont celles du monastère. Adopté par la commune.      |

## Pour approfondir

#### Bases de données, dictionnaires et encyclopédies
- Site officiel
- Ressources relatives à la géographie :   - Insee (communes)
  - Ldh/EHESS/Cassini
- Ressource relative à plusieurs domaines :   - Annuaire du service public français
- Ressource relative à la musique :   - MusicBrainz
- Notices d'autorité :   - VIAF
  - BnF (données)
  - IdRef
  - LCCN